# Chioggia
Chioggia ([ˈkjɔʤʤa]; Cioza o Cioxa [ˈʧoːza] in dialetto chioggiotto) è un comune italiano di 47 055 abitanti della città metropolitana di Venezia in Veneto.
Confina con: la laguna veneta a nord, il mare Adriatico a est, la foce dell'Adige che lo divide dalla provincia di Rovigo a sud e la provincia di Padova a ovest.

## Geografia fisica

### Territorio
Il centro storico della città sorge all'estremità meridionale della laguna, su di un gruppo di isolette divise da canali e collegate fra loro da ponti; se osservato dall'alto, appare a forma di lisca di pesce. La città viene denominata la Piccola Venezia per le caratteristiche urbanistiche della zona antica molto simile a quella di Venezia.
Come il capoluogo veneziano Chioggia possiede calli, campi e canali. Il principale, dal punto di vista turistico, per la tipicità dei palazzi e delle chiese che vi si affacciano, è il Canal Vena, attraversato da nove ponti. Gli altri canali sono Canal Lombardo, a ovest, e il Canale San Domenico ad est, che unendosi a nord e a sud racchiudono il centro tra le acque
Differentemente da Venezia, la gran parte dell'area è percorribile da automobili e mezzi pubblici. Il centro storico è collegato sia con Sottomarina, grazie all'Isola dell'Unione e al suo omonimo ponte, sia con le località di Borgo San Giovanni e Brondolo, grazie al Pontelongo o Ponte Padri Cavanis. Con questi collegamenti si costituisce così un unico centro urbano.
Il resto del comune è localizzato nell'entroterra e va a comprendere le foci del Brenta-Bacchiglione e Adige e con numerosi altri canali in un territorio pianeggiante a prevalentemente a vocazione agricola.
Dista 24 km in linea d'aria da Venezia, 51 km da Rovigo, 42 km da Padova, 130 km da Verona, 85 km da Vicenza, 70 km da Treviso e 140 km da Belluno.
Per quanto riguarda il rischio sismico, Chioggia è classificata nella zona 3, ovvero rischio molto basso.

#### Clima
Il clima di Chioggia è di tipo sub-mediterraneo, grazie alla presenza del Mare Adriatico che mitiga il Clima temperato umido della Pianura Padana.
In base alla media trentennale di riferimento 1961-1990, la temperatura media del mese più freddo, gennaio, si attesta a +2,9 °C, quella del mese più caldo, luglio, è di +23,8 °C.
Le precipitazioni si fanno più intense in primavera e autunno mentre in inverno la neve non è molto frequente e duratura a causa del salso proveniente dal mare e dalle acque lagunari.
La nebbia d'inverno e l'afa d'estate sono frequenti grazie anche all'elevata umidità della zona.
I venti principali sono la bora, lo scirocco, che causa il fenomeno dell'acqua alta, ed il libeccio.
Dal punto di vista legislativo, il comune di Chioggia ricade nella Fascia climatica E con 2 313 gradi giorno, dunque il limite massimo consentito per l'accensione dei riscaldamenti è di 14 ore giornaliere dal 15 ottobre al 15 aprile.
| Chioggia           | Mesi | Mesi | Mesi | Mesi | Mesi | Mesi | Mesi | Mesi | Mesi | Mesi | Mesi | Mesi | Stagioni | Stagioni | Stagioni | Stagioni | Anno |
| Chioggia           | Gen  | Feb  | Mar  | Apr  | Mag  | Giu  | Lug  | Ago  | Set  | Ott  | Nov  | Dic  | Inv      | Pri      | Est      | Aut      | Anno |
| ------------------ | ---- | ---- | ---- | ---- | ---- | ---- | ---- | ---- | ---- | ---- | ---- | ---- | -------- | -------- | -------- | -------- | ---- |
| T. max. media (°C) | 5,1  | 6,7  | 10,8 | 15,9 | 20,9 | 24,4 | 27,3 | 26,7 | 23,1 | 17,7 | 11,2 | 6,5  | 6,1      | 15,9     | 26,1     | 17,3     | 16,4 |
| T. min. media (°C) | 0,7  | 1,7  | 5,5  | 9,7  | 14,1 | 17,5 | 20,2 | 19,9 | 17,1 | 12,1 | 7,1  | 2,3  | 1,6      | 9,8      | 19,2     | 12,1     | 10,7 |

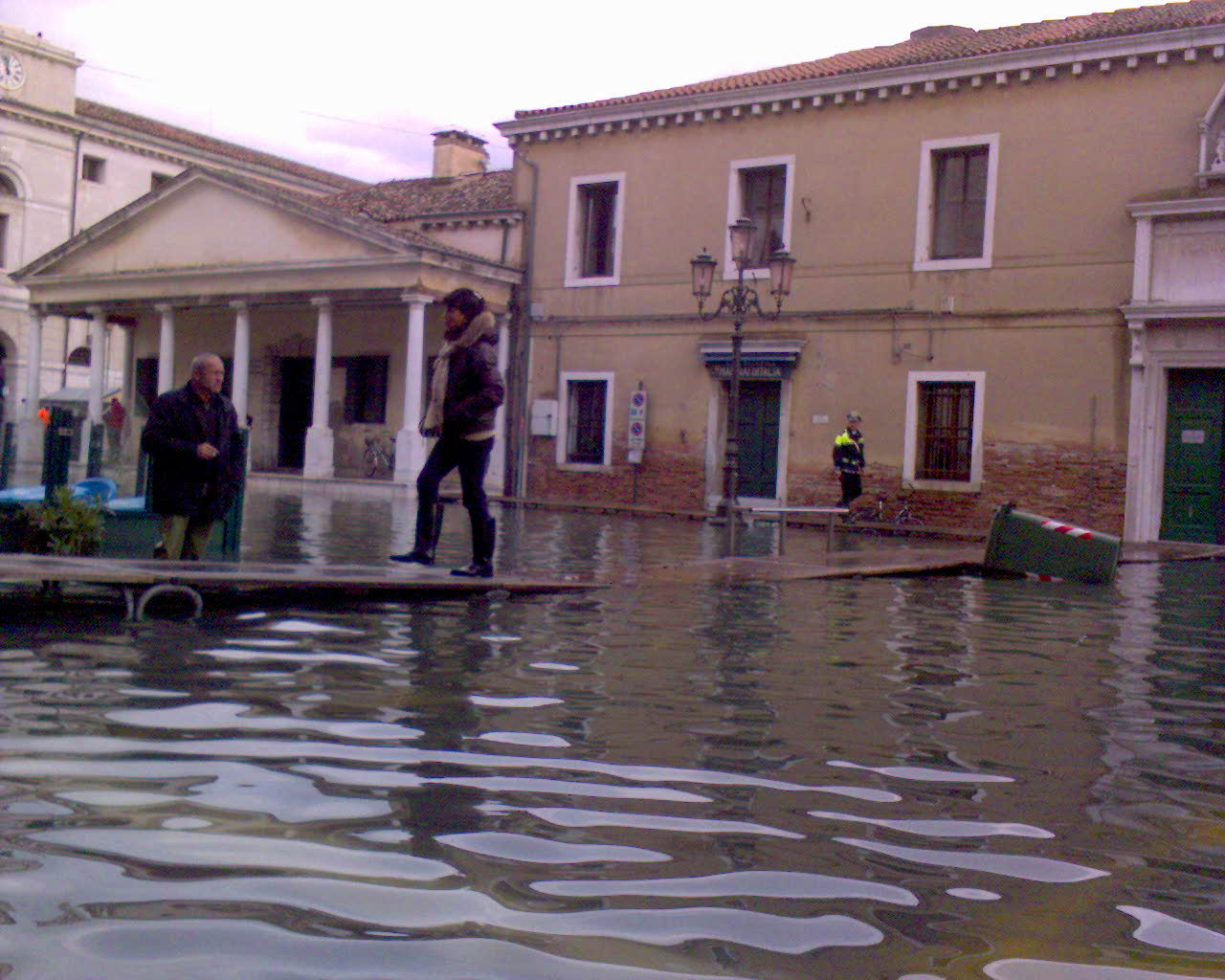
Acqua alta a Chioggia con le passerelle installate, sullo sfondo la Loggia dei Bandi e il Monte di Pietà

Anche Chioggia è colpita dai picchi di marea particolarmente pronunciati (noti in tutto il mondo con il termine Acqua alta) che si verificano con particolare intensità nella laguna di Venezia, tali da provocare allagamenti nelle aree urbane. Generalmente quando il fenomeno dell'acqua alta colpisce Venezia, Chioggia segue le stesse sorti, senza però far nascere un significativo impatto mediatico, ma con identiche conseguenze negative a case, palazzi e attività commerciali.
Il fenomeno dell'acqua alta è fronteggiato con un determinato protocollo atto a prevenire gli effetti negativi derivanti dal fenomeno stesso: le acque sono monitorate costantemente dal Centro Maree del Comune di Venezia che coordina il sistema di allertamento di base caratterizzato dall'allarme acustico di tipo elettromeccanico, il suo suono segnala una marea superiore ai 110 cm; l'eventuale ripetizione avvisa di una previsione superiore ai +140 cm ed una terza ripetizione è associata alla previsione di superamento di quota +160 cm.

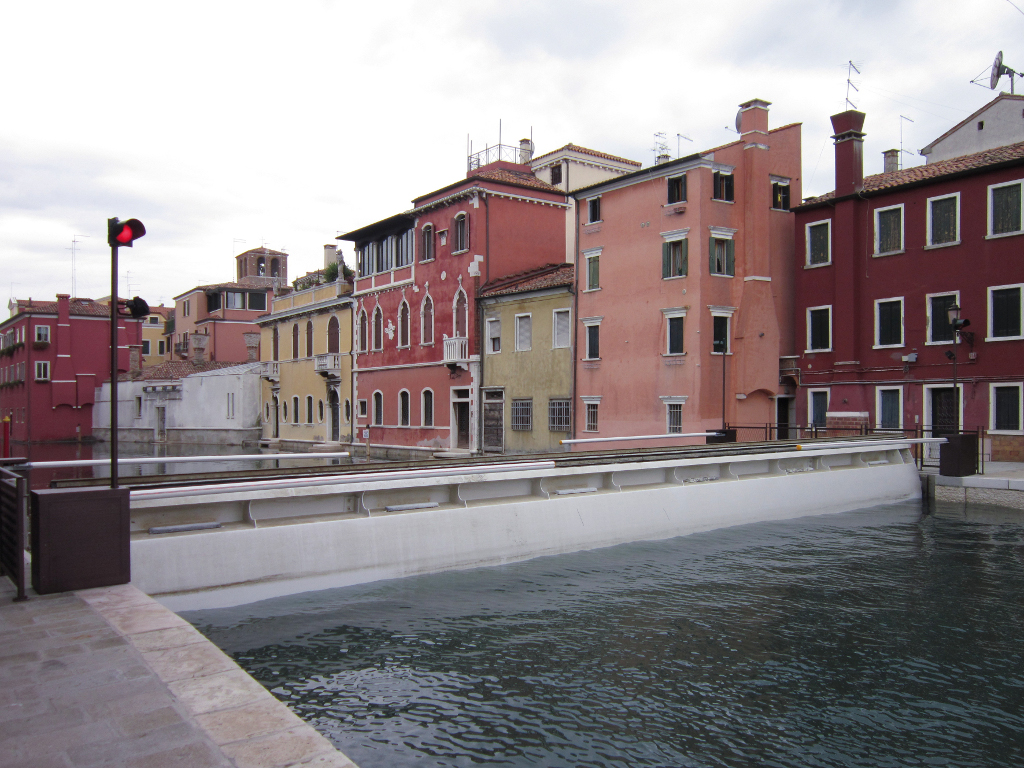
Paratoia di Vigo del Baby MOSE

Il fenomeno è inoltre fronteggiato dal cosiddetto "Baby MOSE", costituito da paratie mobili situate alle estremità del centrale Canal Vena allo scopo di impedire alle maree sostenute (fino a un massimo di 130 cm) di inondare il centro della città, ad esclusione delle acque alte eccezionali che saranno fronteggiate dal MOSE.

## Storia

### Mito e leggenda
La leggenda sulle origini di Chioggia si collega a quella di Enea, mitico eroe troiano fuggito alla distruzione di Troia che navigò per il Mediterraneo per poi stanziarsi nel Latium e fondare Roma.
Con Enea partirono anche Antenore, Aquilio e Clodio che, a metà del viaggio, si separarono dal loro concittadino per dirigersi verso la laguna veneta fondando rispettivamente Padova, Aquileia e Clodia.
Si richiama a questo mito il simbolo della città, un leone rampante rosso su campo argento, scelto da Clodio stesso in ricordo della sua città natale, ed il nome della città stessa.
Altre ipotesi portano la nascita della città intorno al 2000 a.C. dai Pelasgi, popolo di navigatori originario della Tessaglia, che avrebbero colonizzato numerose città nelle coste adriatiche. Il nome Chioggia quindi deriverebbe da Cluza, "costruita artificialmente", da spiegare con la natura insulare-lagunare della città che senza modificazioni umane sarebbe stata sommersa dalle acque ad ogni alta marea. Altri nomi presenti nella città sono di indubbia origine preellenica, come Lusenzo, laguna che si trova fra Chioggia e Sottomarina, Bebe, antica torre che serviva da avamposto al confine fra territorio veneziano e padovano, Perotolo ed Evrone.
Secondo questa teoria i primi insediamenti della città di Chioggia sono da localizzarsi verso l'attuale foce del Brenta-Bacchiglione (l'attuale zona di Brondolo), nelle isoletta di Vicus a levante della Fossa Clodia, canale che corrisponde ora alla Laguna del Lusenzo, e nell'Evrone, che corrisponde al porto di Chioggia.

### Età antica
Certo è che la città fosse già esistente in età romana: ne è prova la struttura tipica del reticolato geometrico che contraddistingue Chioggia, formata da un cardo, l'attuale Corso del Popolo, e da un decumano.
Come le altre città venete, Chioggia faceva parte della "decima regio", che comprendeva anche l'Istria.
Le prime fonti storiche ci provengono da Plinio il Vecchio, che nella Naturalis Historia descrive la zona lagunare veneta come "la terra dei fiumi" dicendo inoltre che:
(Plinio il Vecchio, Naturalis Historia)
Attraverso scavi archeologici si è dedotto che, in origine, questo territorio era uno scalo commerciale, con la sua posizione strategica per il commercio navale, essendo vicina alle foci dei fiumi, a diversi canali navigabili, alla laguna e al mare. Da qui passava infatti quella via di navigazione interna che attraverso lagune e canali artificiali portava le imbarcazioni da Ravenna ad Altino in un viaggio sicuro dalle mareggiate.
Nonostante ai giorni nostri non vi siano più saline in funzione, Chioggia, in origine, era importante soprattutto per le sue saline, centro di produzione del "Sal Clugiae" considerato uno dei più pregiati da Cassiodoro e Plinio stesso. Questa risorsa era considerata un bene dello Stato, e porterà la confederazione veneziana a combattere numerose volte contro Padovani, Ferraresi, Romagnoli e Bolognesi.
Il sale prodotto infatti era indispensabile per i commerci e il suo pregio permetteva agli abitanti di poter acquistare qualsiasi altra merce difficile da reperire nelle terre lagunari.
Nelle acque di Chioggia vi erano fino a 72 recinti acquei, detti anche "fondamenti di salina", che andavano dal porto della città alle rive adiacenti ai domini padovani, che impegnavano gran parte della popolazione che riuscivano a produrre circa 216 volte il bisogno dell'intera popolazione per un anno.

### Età medievale
Dopo il declino dell'Impero romano d'Occidente, le popolazioni dell'entroterra veneto trovarono rifugio nelle isole della laguna, fra cui Chioggia.
La zona lagunare, in questo periodo, faceva parte dell'Esarcato di Ravenna quindi sotto l'influenza dell'Impero romano d'Oriente.
Le più grandi entità istituzionali della laguna che erano Grado, Bibione, Caorle, Eraclea, Equilio, Torcello, Murano, Rialto, Malamocco, Poveglia, Chioggia Maggiore e Chioggia Minore (Sottomarina), venivano governate indipendentemente da tribuni, ma nel 697, per fronteggiare le invasioni da parte dei Longobardi, si riunirono per eleggere un capo militare chiamato Doge: a quest'evento si attribuisce la nascita della Repubblica di Venezia.
All'inizio del IX secolo, durante l'invasione franca della Venezia, l'esercito di Pipino tentò di sottomettere la confederazione lagunare, attaccando varie cittadine fra cui Chioggia, che venne rasa al suolo nell'810. In questa occasione venne deciso di spostare la sede dogale da Malamocco al più sicuro Rialto.
La città subì un'altra distruzione durante le Invasioni ungare nel 902. La popolazione clodiense nulla poté contro gli Ungari, che vennero bloccati dall'esercito veneziano guidato dal doge Pietro Tribuno ad Albiola, attuale San Pietro in Volta.

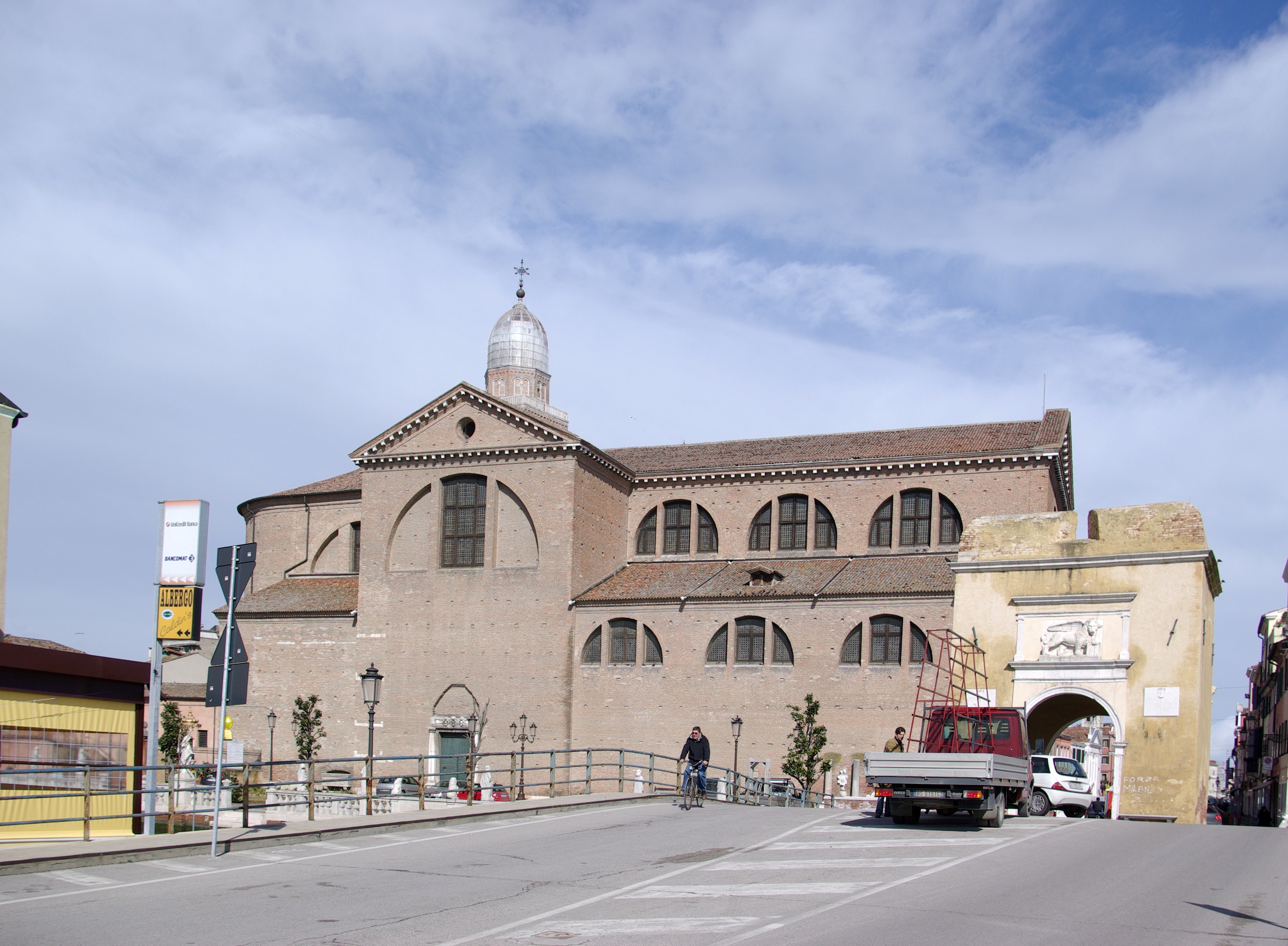
Cattedrale di Chioggia

Chioggia faceva allora parte della diocesi di Malamocco, antica capitale della Repubblica, ma una serie di eventi naturali quali l'abbassamento del suolo, burrasche eccezionali e l'erosione del mare, cancellarono lentamente la città che si spopolò e finì sommersa. Essendo diventata Chioggia la città più importante della diocesi, nel 1110 si decise di spostare la sede vescovile proprio nella città del sale, portando anche le reliquie dei santi martiri Felice e Fortunato, ancora oggi patroni della città.
Importante evento fu l'arrivo a Chioggia dell'imperatore Federico Barbarossa nel 1177, che firmò qui il "trattato Clodiano", preliminare alla Pace di Venezia che sancì un breve periodo di pace fra Sacro Romano Impero e Comuni italiani.
Negli anni a seguire per Chioggia ci fu un periodo di prosperità, intervallato da qualche piccolo scontro con i rivali Padovani e Trevigiani, come quello nominato "guerra del castello d'amore" avvenuto nel 1215. Esso nasce per una scaramuccia avvenuta durante una festa paesana a Treviso che si sviluppò in uno scontro armato alla Torre delle Bebe, dove il comandante Marco Cauco (chiamato anche Marco Caco) assieme ad un plotone di clodiensi, riuscì a difendere la posizione.
Fondamentale il contributo dei chioggiotti nel sedare la Congiura del Tiepolo, architettata da alcuni nobili veneziani, con l'aiuto di alcuni mercenari padovani, la quale aveva l'obbiettivo di ribaltare il governo della Serenissima e assassinare il doge Pietro Gradenigo. I fatti si svolsero nel giugno 1310; il doge, avvisato dell'imminente agguato, chiese aiuto ai podestà di alcune città vicine, fra cui quello di Chioggia. Quest'ultimo venne inviato, assieme alla sua milizia di clodiensi, ad intercettare e arrestare la colonna patavina che sopraggiungeva in città. Questa azione, assieme alla tempestività del doge, riuscì a sedare la congiura.
Una pagina importante della storia della città avvenne durante la cosiddetta guerra di Chioggia (rievocata nel Palio della Marciliana), cioè l'ultimo scontro tra Repubblica di Genova e Serenissima Repubblica di Venezia. Il conflitto, che nacque per il controllo del commercio con l'Oriente, vide la città conquistata da truppe genovesi e padovane nel 1379 per poi essere ripresa dei veneziani nel 1380. L'evento lasciò un'importante cicatrice nella cittadina: i danni più evidenti furono la completa distruzione di Clodia Minor e Pellestrina, la soppressione della produzione del sale e il divieto di edificare al di fuori delle mura cittadine costringendo l'intera popolazione sopravvissuta a vivere all'interno dell'attuale centro storico. Dopo questo cruento conflitto, un particolare interessante riguarda la migrazione del cognome genovese Doria nella città, ancora oggi presente.
Dal punto di vista politico ed amministrativo, la città era governata su modello di Venezia, da un maggior e minor consiglio, rappresentanti delle famiglie chioggiotte, e dal podestà. Esso era un messo della città di Venezia rappresentante della Repubblica, che segnò l'inizio della supremazia di Venezia sulle politiche interne della città.

### Età moderna
Un grande mutamento all'assetto urbano della città, avvenne a metà Cinquecento, con lo scavo del canale artificiale della Cava. Il progetto, elaborato dall'architetto veronese Michele Sanmicheli e conclusosi nel 1561, rese Chioggia un'isola artificiale. L'intenzione principale era quella di rendere la zona più difendibile militarmente, ma ciò portò la cittadina ad un isolamento forzato, mitigato solo in parte con la costruzione di un ponte in legno provvisorio.

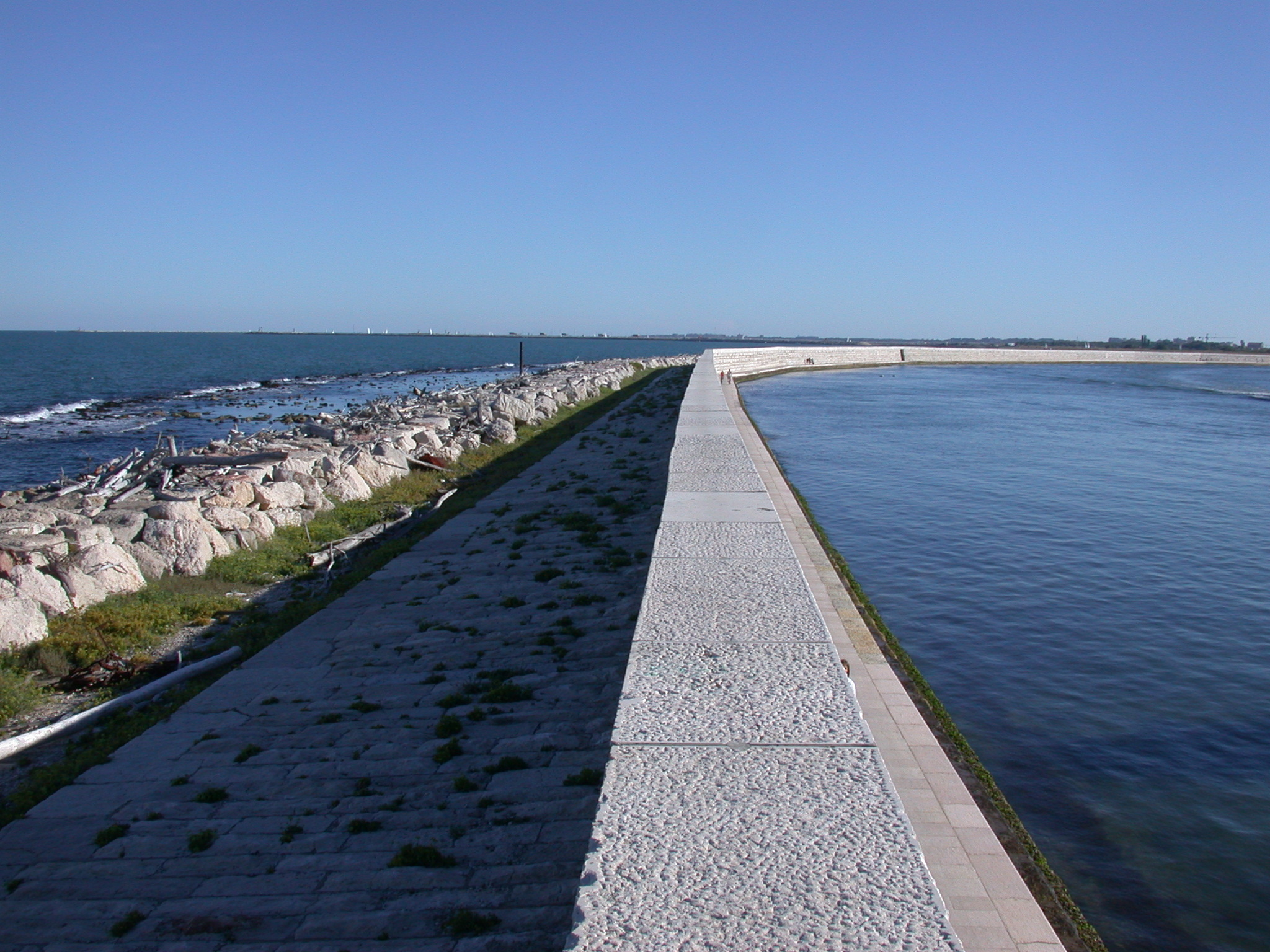
Murazzi

Nella notte di natale del 1623, nel duomo di Chioggia, sede dell'omonima diocesi, scoppiò un incendio che lo distrusse completamente. Fra le poche cose recuperate ci furono le reliquie dei santi patroni Felice e Fortunato. I lavori di ricostruzione iniziati nel 1624, che vennero affidati all'architetto Baldassare Longhena,  terminarono nel 1802.
Nell'arco del Settecento, vennero rinnovati buona parte del palazzi nobiliari e dei luoghi di culto che si affacciano sulla piazza principale, rendendo il centro cittadino molto simile a quello odierno.
Sempre nel Settecento, nella vicina Sottomarina, si stava edificando il troncone più meridionale dei Murazzi, una diga perpendicolare alla linea di costa che avrebbe difeso il litorale dalle mareggiate. Tale costruzione, progettata da Bernardino Zendrini, si rese indispensabile dopo l'avvenuto Taglio di Porto Viro, volto ad impedire l'interramento della laguna e della bocca di porto, ma che mutò le correnti, rendendo l'attuale Sottomarina soggetta all'erosione delle coste.

### Età contemporanea
Il 4 aprile del 1797, il capitano della nave francese Le Libérateur d'Italie impose al chioggiotto Domenico Lombardo di indicargli la rotta per entrare nella laguna veneta attraverso la Bocca di Porto del Lido. Al clodiense, cha navigava con il suo peschereccio, venne imposto con la forza di salire sulla tartana, e in essa informò che era proibito l'ingresso di navi da guerra straniere in laguna. Ma il capitano Laugier non lo ascoltò e il 20 aprile tentò l'accesso, subendo l'attacco dal Forte di Sant'Andrea, che lo uccise ferendo gravemente il chioggiotto che morì qualche giorno più tardi. Quest'episodio viene ricordato come l'unico evento bellico tra Repubblica di Venezia e l'esercito di Napoleone.
Il 14 maggio 1797, dopo la Caduta della Repubblica di Venezia, a Chioggia entrarono le forze di Napoleone Bonaparte. Le idee rivoluzionarie dalla neonata Repubblica Italiana facevano sperare in una rinascita per la città, che auspicava una maggior autonomia, ma soprattutto nella valorizzazione del porto commerciale, da sempre osteggiato delle politiche veneziane. Fu in questi mesi, su spinta della municipalità di Venezia, che avvenne il distacco della frazione di Pellestrina che fino a quel momento era sotto la giurisdizione di Chioggia.
In seguito al trattato di Campoformio, firmato il 17 ottobre 1797, i territori della caduta Serenissima passarono sotto le influenze dell'Impero austriaco. I nuovi dominatori spensero le speranze di una rinascita per la città, non mostrando alcun interesse nello sviluppo del porto. Un proclama austriaco del 31 marzo 1798 decretò anche a Chioggia il ripristino delle legislazioni municipali precedenti alla rivoluzione.
In questo primo periodo di dominazioni straniere, diversi luoghi di culto e conventi della città vennero sequestrati e trasformati in caserme o presidi militari, uno su tutti il Santuario della Madonna della Navicella che venne completamente distrutto per creare una Ridotta.
La volontà dei nuovi dominatori di imporre la loro autorità creò un certo malcontento nella popolazione, sfociando il 20 aprile 1800 nella cosiddetta Sollevazione del Cristo: durante una processione religiosa, infatti, un banale incidente tra un giovane clodiense e una guardia vide diversi morti e feriti sia dalla parte dei militari che da quella dei rivoltosi. L'intervento del vescovo e di altri intermediari riuscì fortunatamente a placare la folla.
Dopo la pace di Presburgo del 1805, buona parte dei territori dell'Italia settentrionale ritornarono in mano francese, ma non più come repubblica ma come Regno d'Italia. Le forze d'oltralpe entrarono a Chioggia il 18 gennaio 1806, rimanendovi fino al 1814. In questo periodo le frazioni di Cà Bianca e Sant'Anna vennero elevate a comune autonomo, sciolti però nel 1810. Sempre nelle frazioni, precisamente a Cavanella d'Adige, che ai tempi era un avamposto militare, si vissero nel marzo del 1814 scontri fra le forze francesi e quelle austriache che videro la sconfitta dei primi.
Dopo la caduta di Napoleone e il Congresso di Vienna, i territori veneti e lombardi divennero parte dell'Regno Lombardo-Veneto. A Chioggia le forze austriache rientrarono il 17 maggio 1814.

#### Risorgimento

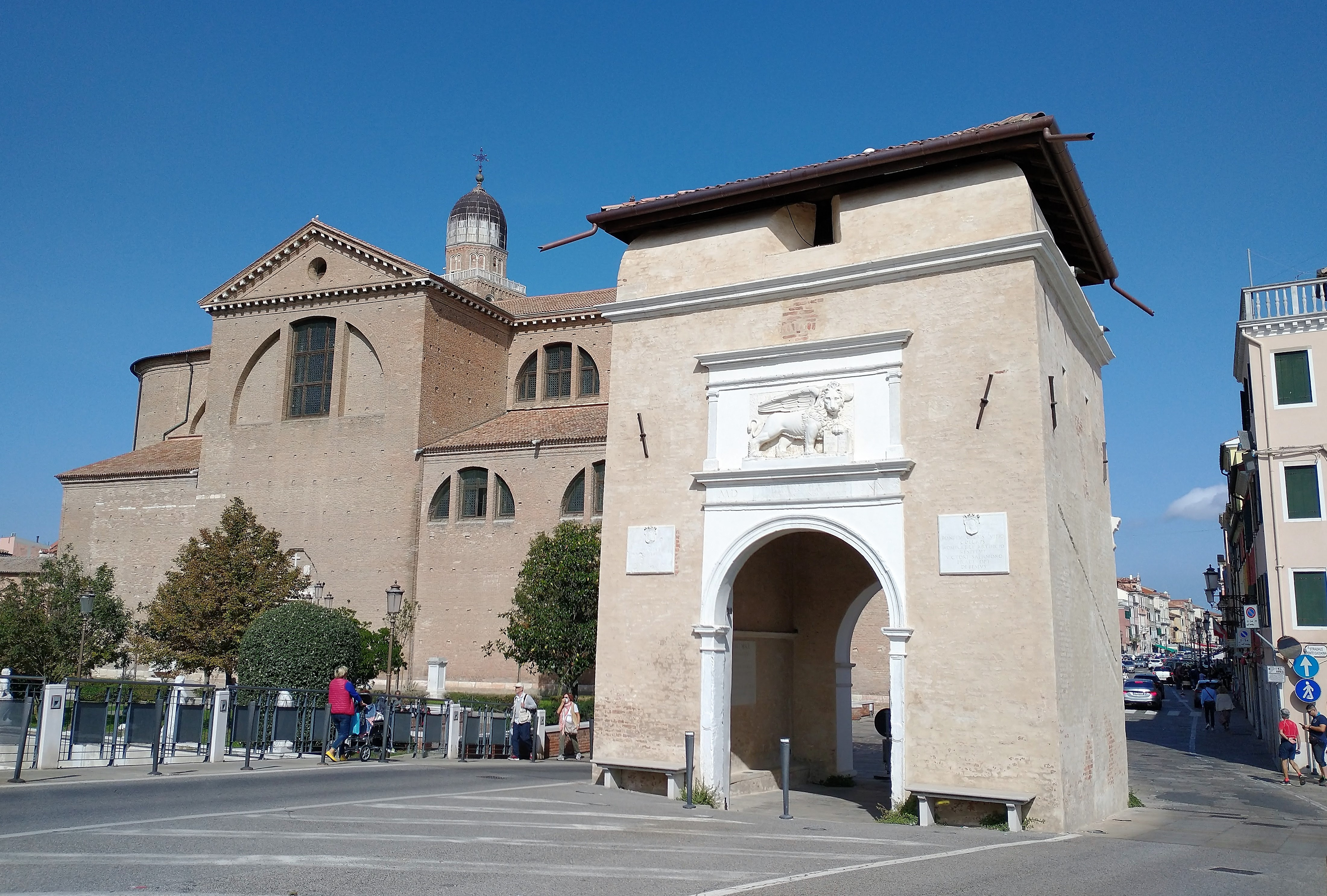
Porta Garibaldi

I movimenti risorgimentali del 1848, che scossero la penisola italiana, toccarono anche Chioggia. Infatti il 18 marzo 1848 i chioggiotti insorsero contro gli austriaci, e grazie al podestà dell'epoca, Antonio Naccari, il 22 marzo la guarnigione imperiale si arrese e il 23 dovette abbandonare la città, che si dichiarò autonoma. Questa "indipendenza" durò qualche giorno, fino alla decisione (comunicata solennemente il 30 marzo) di unirsi alla Repubblica di San Marco, sorta a Venezia qualche giorno prima e capitanata da Daniele Manin. Il 7 luglio 1848 vi furono degli scontri armati per la conquista del forte di Cavanella d'Adige, ancora sotto gli austriaci, che videro la sconfitta degli insurrezionali. L'esperienza risorgimentale si concluse il 22 agosto 1849 con la firma della resa e il ritorno delle forze straniere. Per questi eventi, nel 1899, re Umberto I concesse alla città la Medaglia d'oro "benemerite del Risorgimento nazionale" che ancora adorna lo stendardo cittadino
Nel frattempo, il primo agosto 1849, nel porto di Cesenatico giunse Giuseppe Garibaldi con la moglie Anita e altri 300 volontari. Essi erano in fuga dopo la caduta della Repubblica Romana e desiderosi di raggiungere Venezia; sequestrarono con la forza dei pescarecci, 12 bragozzi e una tratana governati da clodiensi. L'impresa, ostacolata dai colpi di cannone delle navi da guerra austriache, si concluse con diverse imbarcazioni sequestrate o distrutte e Garibaldi che si salvò ormeggiando al porto di Magnavacca, l'attuale Porto Garibaldi. I clodiensi sopravvissuti ricevettero una pensione per questo evento solo nel 1888.
Diversi chioggiotti parteciparono alla Spedizione dei Mille del 1860. I loro nomi erano:
- Vincenzo Adolfo Zennaro
- Luigi Bullo Pagio
- Odoardo Griguolo Basso
- Ernesto Benvenuto Venturini
- Vincenzo Penzo
- Tommaso Venturini
- Francesco Venturini
- Gustavo Venturini
- Giuseppe Marchetti

Quest'ultimo è ricordato come il più giovane garibaldino dei mille partecipando, assieme al padre Luigi, alle azioni militari a soli undici anni. A lui è dedicata una scuola primaria della città.

#### Regno d'Italia
Nel 1866, conclusasi la terza guerra di indipendenza, Chioggia come tutto il Veneto e il Friuli diventarono parte del neonato Regno d'Italia, con l'ingresso in città dell'esercito italiano il 15 ottobre dello stesso anno.
Nel tentativo di migliorare la condizione socio economica della cittadina, si realizzarono diverse opere pubbliche, come la Ferrovia Rovigo-Chioggia, inaugurata nel 1887, lo spostamento in Adriatico della foce del Brenta, che riversandosi precedentemente in laguna stava inesorabilmente interrandola, compromettendo la pesca e il porto. Altra importante infrastruttura fu l'acquedotto, inaugurato nel 1887. Prima la città recuperava l'acqua che necessitava da alcuni pozzi alla veneziana e attraverso gli acquarioli, operatori che raccoglievano l'acqua con delle imbarcazioni dalle foci dei fiumi per rivenderla in città.
Durante la Prima guerra mondiale, dove perirono 379 clodiensi con 60 dispersi, le attività economiche si arrestarono. Ancor peggio avvenne dopo la Battaglia di Caporetto, che vide l'avvicinarsi della linea del fronte, trasformando la città nella prima retroguardia; ci fu quindi la prospettiva di dover evacuare l'intera cittadina, straziata dalla fame e dalla febbre spagnola.
Nel dopoguerra, Chioggia conobbe una serie di cambiamenti politici. Dopo un breve periodo di governo comunista, la città cadde, con la forza, sotto il controllo del Partito Fascista nel 1921, mantenendo questa situazione fino al 1946.

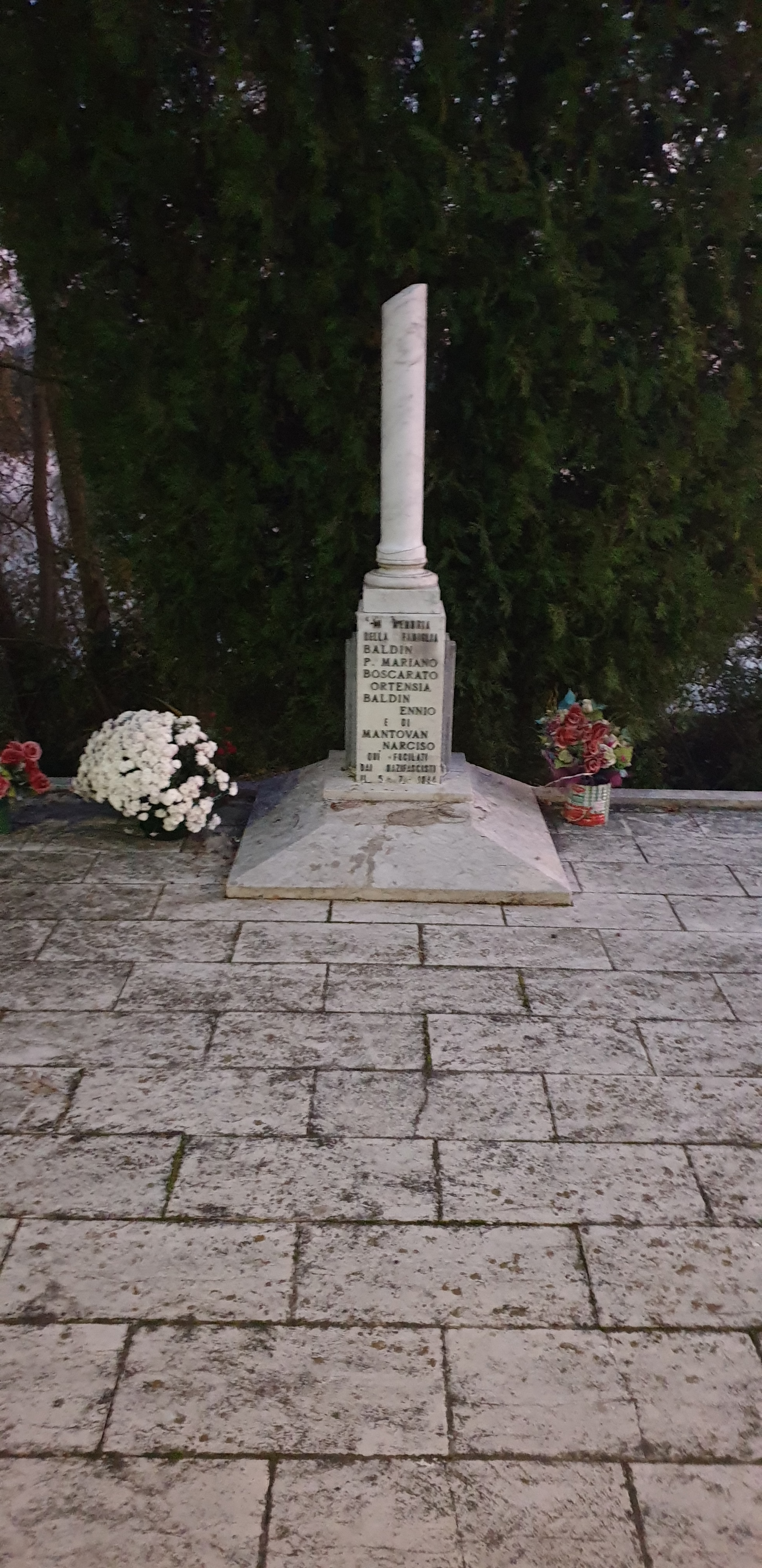
Cippo dei Martiri Baldin e Mantovan a Cavanella

Sotto il regime vennero realizzate importanti opere pubbliche, come il ponte translagunare in muratura fra Chioggia e Sottomarina, inaugurato nel 1931. Venne chiamato "Ponte della concordia" e andava a sostituire una precedente passerella in legno realizzata dieci anni prima; oggi è chiamato "Ponte dell'unione". Altra inaugurazione avvenne nel 1935, per la diga foranea del porto.
L'oppressione del dissenso da parte del regime ha mostrato il suo lato più duro il 5 luglio 1944 nella frazione di Cavanella d'Adige. Quel pomeriggio un squadrone delle Brigate nere uccise quattro cavanellati che ora danno il nome alla piazza del paese.
Nella seconda guerra mondiale perirono 157 militari e 144 vennero dispersi; altrettanto drammatico fu il bilancio delle perdite civili causato da vari bombardamenti, con 60 vittime e 500 feriti. Degno di nota fu l'affondamento del piroscafo Giudecca, che venne bombardato dall'aviazione anglo-americana il 13 ottobre 1944, per il sospetto della presenza di militari nazisti, mentre navigava da Chioggia a Venezia, dove perirono diversi civili clodiensi.
II 26 aprile 1945, dato che le forze di occupazione nazifasciste non avevano ancora lasciato Chioggia, gli alleati avevano intenzione nottetempo di bombardare il centro abitato. Fortunatamente la popolazione si mobilitò per avvisare l'aviazione angloamericana che la città non era più in guerra, rendendola con ogni mezzo il più illuminata possibile. Quella notte gli aeroplani dopo aver sorvolando più volte la cittadina, illuminata a giorno, si allontanarono senza bombardarla. Il giorno seguente la sezione locale del C.L.N. annunciò la liberazione di Chioggia del balcone centrale del municipio.

#### Repubblica Italiana
Nell'occasione dell'alluvione del Polesine del 16 novembre 1951, i clodiensi risposero con energie sia pubbliche che private nell'aiutare le popolazioni di quelle terre; nell'immediato diversi volontari, con le loro imbarcazioni, raggiunsero le case dove i superstiti aspettavano i soccorsi da sopra i tetti. Per tale spirito di solidarietà nel 1954 fu conferita al gonfalone cittadino la Medaglia d'argento al valore civile.
La città, da metà Novecento, si è aperta al turismo balneare soprattutto nella località di Sottomarina con un crescente numero di presenze soprattutto tedesche.
L'alluvione di Venezia del 4 novembre 1966, chiamata dai locali aqua granda, provocò gravi danni anche nei territori chioggiotti in particolare nella frazione di Valli di Chioggia. In essa venne evacuata la popolazione, grazie al coordinamento del gruppo scout, del patronato salesiano locale, che ne gestì anche il ricovero.
Per migliorare le precarie condizioni igieniche del centri abitati di Chioggia e Sottomarina, a causa di un'altissima sovrappopolazione, si concesse negli anni Sessanta di edificare in zone prima dedicate all'agricoltura. Il gran numero di abitanti necessitava anche di nuovo un ospedale, che venne inaugurato nel 1971 in una zona funzionale per la città.
Dal 1987, assieme alla Laguna di Venezia, Chioggia è inserita nella lista del patrimonio mondiale dell'umanità dall'UNESCO, ciò ha portato ad una maggior tutela del territorio e dei suoi beni architettonici.
Di grande importanza furono i lavori di bonifica che interessarono la laguna del Lusenzo. Essa è uno specchio d'acqua all'interno del centro abitato, che dal 1996 ospita una pregevole passeggiata che ne cinge i limiti, apprezzata sia dai locali che dai turisti.

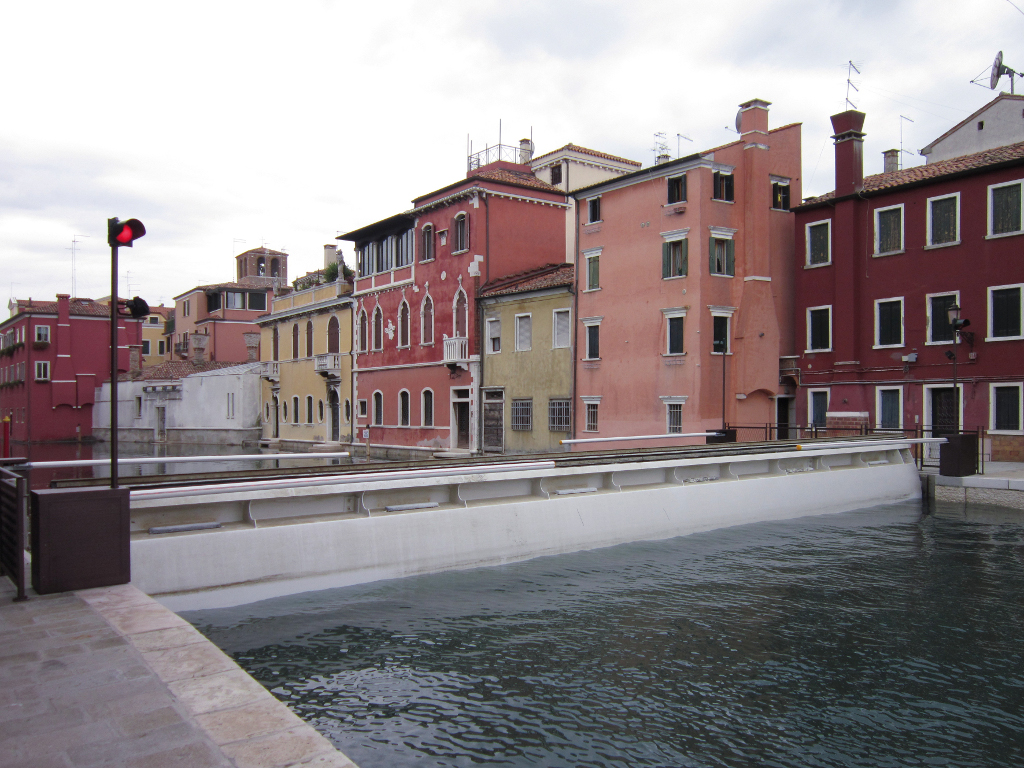
Paratoia di Vigo del Baby MOSE

Per la tutela del centro storico dall'acqua alta, nel 2012, dopo diversi anni di lavori, viene messo in funzione il Baby MOSE. Questa struttura, composta da delle paratoie mobili poste su canal Vena, riesce a mantenere asciutta la piazza principale. Il baby Mose riesce a proteggere Chioggia dalle maree fino a 130 cm sul livello medio del mare; dopo tale soglia deve entrare in funzione il MOSE vero e proprio.
Nel 2022, il New York Times pone Chioggia nella prima posizione di una lista di luoghi da visitare quell'anno; nell'articolo si menziona la somiglianza della città con il capoluogo veneziano, rinominandola Piccola Venezia.
Dal 2023, con l'autorizzazione dell'Autorità di Sistema Portuale, la città è diventata porto crocieristico con l'approdo delle imbarcazioni Viking Sky e Azamara Onward portando in città oltre cinquantamila turisti l'anno.

## Simboli

Stemma di Chioggia

### Stemma e gonfalone
La più antica testimonianza dello stemma di Chioggia risale al 1332. Riconosciuto dalle autorità austriache nel 1830, è stato ufficialmente concesso, assieme al gonfalone municipale, con decreto del presidente della Repubblica del 3 marzo 1988.
Il gonfalone è un drappo di rosso, riccamente ornato di ricami d’oro e caricato dello stemma sopra descritto con la iscrizione centrata in oro recante la denominazione della città. Le parti di metallo ed i cordoni saranno dorati. L’asta verticale sarà ricoperta di velluto rosso, con bullette dorate poste a spirale. Nella freccia sarà rappresentato lo stemma della città e sul gambo inciso il nome. Cravatta con nastri tricolorati dai colori nazionali frangiati d’oro.

### Bandiera

Bandiera di Chioggia

La bandiera è stata concessa con D.P.R. del 24 marzo 2000.

### Onorificenze
La città di Chioggia è la quindicesima fra le ventisette città decorate con Medaglia d'Oro come "Benemerite del Risorgimento nazionale" per le azioni altamente patriottiche compiute dalla città nel periodo del Risorgimento italiano.
Durate l'alluvione del Polesine del novembre 1951 dove il Po provocò gravissimi danni, i chioggiotti corsero in soccorso dei numerosi sfollati. Per questo nel maggio 1954 su proposta del parlamentare Umberto Merlin fu conferita al gonfalone la medaglia d'argento al valore civile.

## Monumenti e luoghi d'interesse

### Chiese cattoliche
- Cattedrale di Santa Maria Assunta, è la chiesa principale di Chioggia e la cattedrale della diocesi omonima;[85]

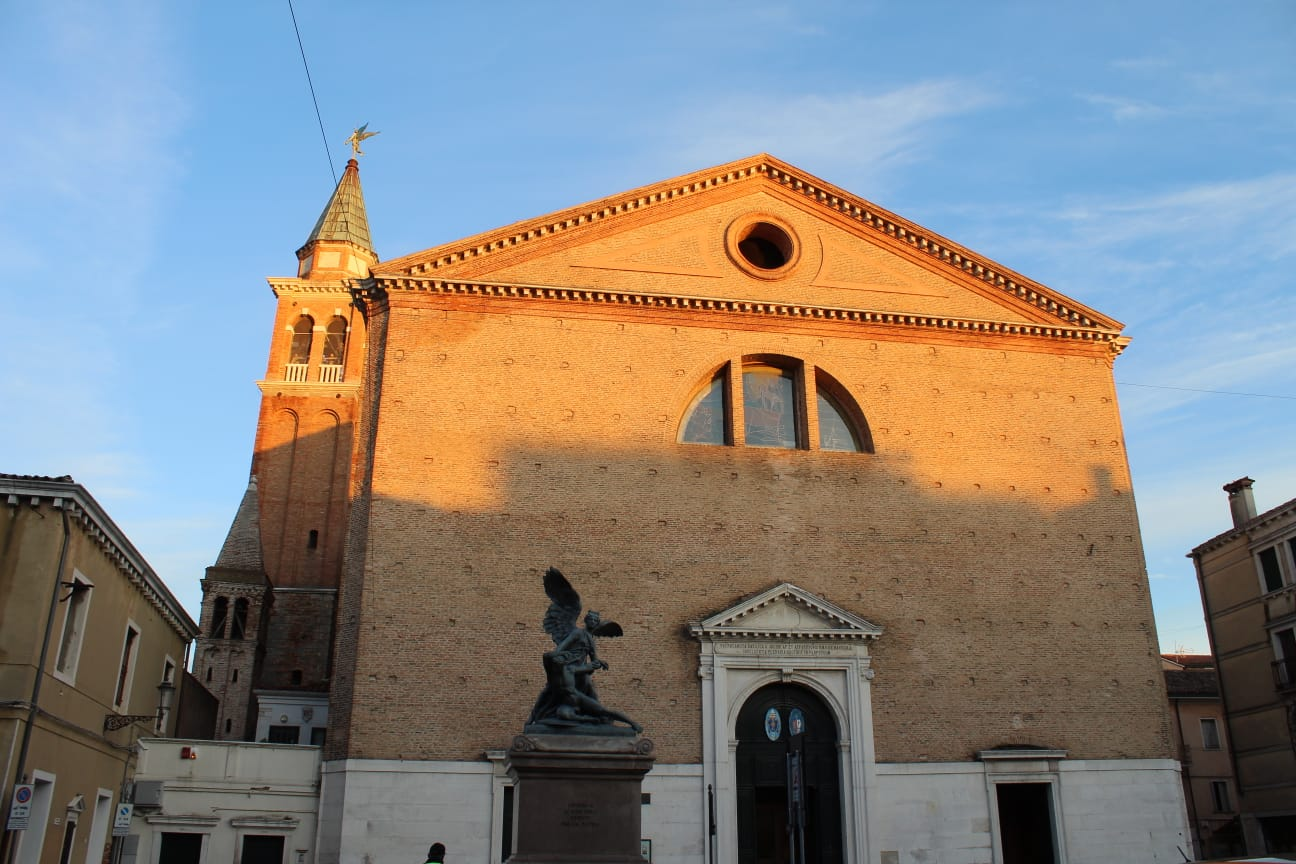
Basilica minore di San Giacomo Apostolo

- Basilica minore di San Giacomo ApostoloBasilica minore di San Giacomo Apostolo, nel marzo del 1906 papa Pio X la elevò alla dignità di basilica minore;[86]
- Chiesa di Maria Ausiliatrice dei Salesiani eretta alla fine del XIX secolo grazie al lascito di Don Giusto Furlan;[87]
- Chiesa dei Santi Apostoli Pietro e Paolo, edificata nel XIV secolo per volontà di Pietro Mazzagallo;[88]
- Tempietto di San Martino, chiesetta in stile gotico iniziata ad edificare nel 1394;[89]
- Chiesa di San Francesco, edificata alla fine del XIV secolo, vennero abbelliti gli interni in stile stile rococò nel 1743;[90]
- Chiesa del Corpus Domini o del Seminario venne benedetta dal vescovo Antonio Grassi nel 1709;[91]
- Chiesa di Santa Caterina, l'attuale assetto si sviluppò nel XVII secolo sotto il progetto di Baldassarre Longhena;[92]
- Chiesa della Santissima Trinità, attraverso la chiesa si può accede all'oratorio Oratorio dei Rossi con il suo soffitto decorato a teleri;[93]
- Chiesa del Patrocinio della Beata Vergine Maria e di San Filippo Neri, edificata grazie a Ludovico Alvise Manin nel XVIII secolo;[94]
- Chiesa di Sant'Andrea Apostolo, essa ha come campanile una torre d'avvistamento del X secolo che conserva l'orologio da torre funzionante più antico del mondo;[95]
- Chiesa di San Domenico, contiene un trecentesco Crocefisso molto venerato dalla cittadinanza locale;[96]
- Chiesa Parrocchiale del Buon Pastore a Sottomarina;[97]
- Chiesa del Santo Spirito a Sottomarina;[98]
- Chiesa di San Martino Vescovo a Sottomarina, costruita nel XX secolo in stile neoclassico;[89]
- Chiesa della Beata Vergine di Lourdes a Sottomarina;[99]
- Chiesetta del Cimitero a Borgo San Giovanni eretta nel 1935;[100]
- Chiesa di San Giovanni Battista a Borgo San Giovanni edificata nel 1988;[100]
- Santuario della Beata Vergine della Navicella a Brondolo ricostruito nel 1957;[101]
- Chiesa di San Michele a Brondolo.[102]

### Architetture civili

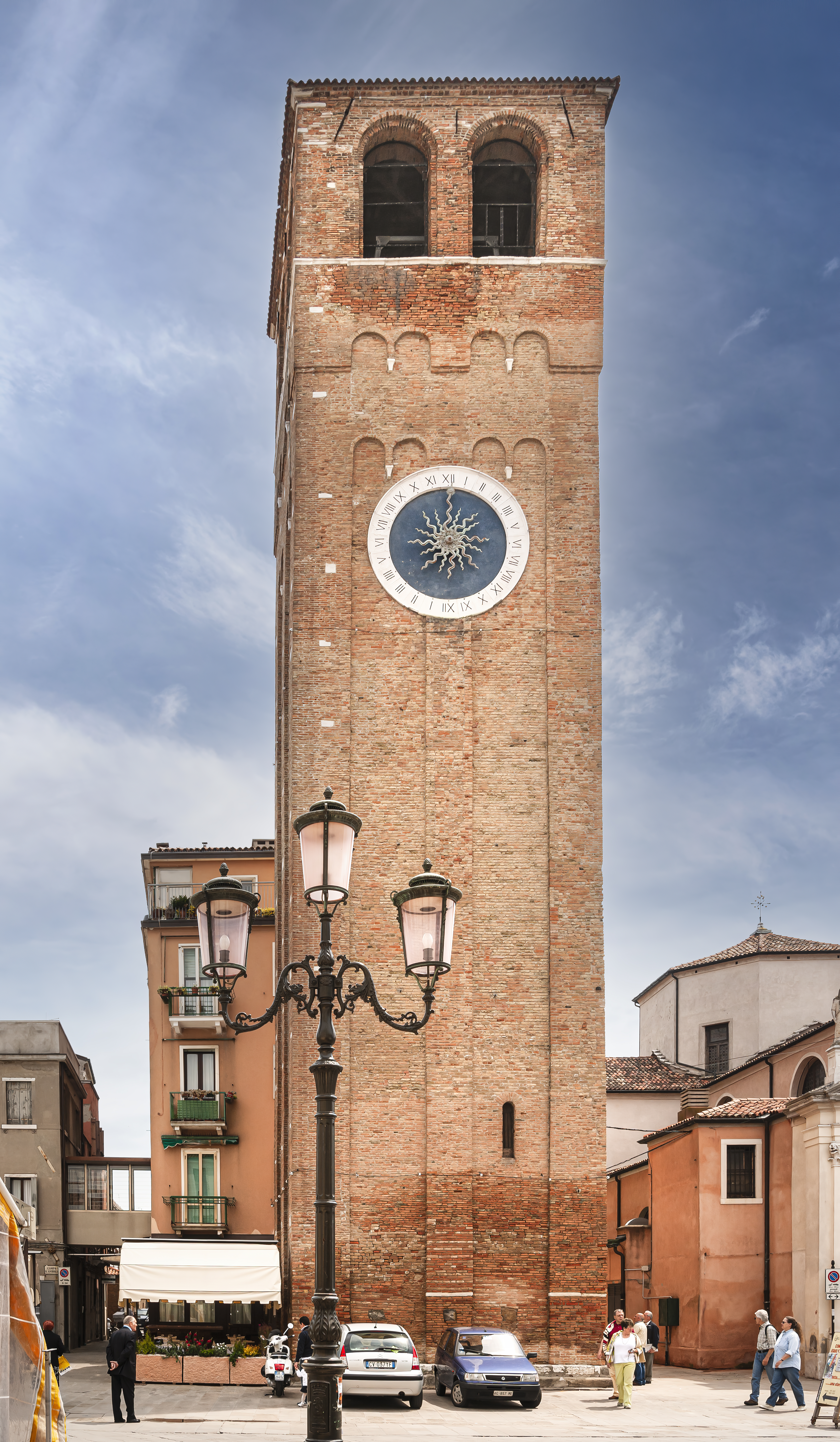
Torre Sant'Andrea

- Torre Sant'AndreaMuseo Civico della Laguna Sud e archivio storico comunale ospitati all'interno dell'ex chiesa di San Francesco fuori le mura;[103][104][105]
- Museo Diocesano inaugurato nel 2000;[106][107]
- Museo della Torre dell'Orologio, inaugurato nel 2006 grazie all'impegno di Don Cinzio Zennaro, esso si sviluppa all'interno del Campanile di Sant'Andrea dove è possibile vedere l'orologio da torre funzionante più antico del mondo;[108]
- Museo di Zoologia Adriatica "Giuseppe Olivi" sviluppato all'interno di Palazzo Grassi;[109][110]
- Palazzo Municipale edificato in stile neoclassico nel Ottocento;[111]
- La Loggia dei Bandi edificata nel 1531;[112]
- Auditorium San Nicolò sviluppato all'interno dell'ex Chiesa omonima edificata all'inizio del XIII secolo;[113]
- Biblioteca Civica Cristoforo Sabbadino prende il suo nome dall'ingegnere clodiense nato nel 1489;[114]
- Palazzo Granaio, eretto nel 1328 è uno degli edifici più antichi dalle città, che fungeva da magazzino della farine;[115]
- La pescheria al minuto con il Portale di Prisca come ingresso;[115][116]

### Monumenti
- Colonna Vigo, sormontata dalla statua del leone marciano;[117]
- Monumento ai Caduti di Chioggia, realizzato da Domenico Trentacoste e inaugurato nel 1926 di fronte alla Basilica minore di San Giacomo Apostolo;[118]
- Monumento ai Caduti di Sottomarina, progetto del geometra Emilio Agostini inaugurato nel 1959;[119]
- Monumento al garibaldino Giuseppe Marchetti, il più giovane partecipante all'impresa dei Mille, Romano Vio (1963).[120]
- Monumento ai Caduti del Mare a Sottomarina, realizzato da Luigi Tomaz e inaugurato nel 1983;[121]
- Monumento al Carabiniere Garante della pace operosa, realizzato da Luigi Tomaz e inaugurato nel 1992;[121]
- Monumento al Lagunare, inaugurato nel 1998 venne realizzato dall'artista Franca Dalcomune;[122][123]
- Monumento in memoria al prof. Felice Federico Casson innalzato nel 2004 e realizzato da Luigi Tomaz;[121]
- Monumento all'Aviatore inaugurato nel 2013 a Sottomarina;[124]
- Monumento ai donatori di sangue realizzato dell'artista Dino Memmo nel 2015;[125]

### Pietre d'inciampo
Nel territorio comunale sono state posate sei Pietre D'Inciampo dedicate a:
- Cesare Carmi, in Corso del Popolo a Chioggia;[126]
- Guido Lionello, in piazza Penzo Poliuto a Chioggia;[127]
- Giovanni Bullo, in fondamenta Canal San Domenico a Chioggia;
- Arduino Boscolo Anzoletti, in Piazza Todaro a Sottomarina;[128]
- Giulio Bergo Oro, in Via San Marco a Sottomarina;
- Giusto Grego, in Piazza Baldin e Mantovan a Cavanella D'Adige;[129]

### Palazzi e residenze nobiliari
- La casa del Goldoni e di Rosalba Carriera, dove visse il commediografo Carlo Goldoni;[130]
- Palazzo Morari costruito nel XVII secolo;[130]
- Palazzo Nordio-Marangoni costruito in stile classico nel XVI secolo;[131]
- Palazzo Baffo costruito nel XVIII secolo;[131]
- Palazzo Penzo restaurato su progetto dell'architetto Aristide Naccari nel 1913;[132]
- Palazzo Renier in stile Gotico-Veneziano;[132]
- Palazzo Mascheroni-Lisatti costruito nel XVII secolo;[133]
- Palazzo Morosini particolare per i camini alla veneziana visibili dalla riva di Canal Vena;[134]
- Palazzo delle Figure affrescato nel 1912 da Giuseppe Cherubini;[117]

### Fortezze ed ex strutture militari
- Forte San Felice a Sottomarina, fortezza edificata nel XIV secolo per proteggere la bocca di porto di Chioggia;[135]
- Porta Garibaldi primordiale accesso alla città via terra;[136]
- Torre delle Bebbe antica fortificazione edificata nella metà del VII secolo in località Ca'Pasqua.[28]

### Zone naturali e parchi

#### Riserva naturale integrale Bosco Nordio
Il Bosco Nordio si trova fra le due frazioni di Sant'Anna e Cavanella d'Adige, con i suoi 120 ettari fornisce un raro esempio di quella che era la macchia del litorale alto adriatico che nei tempi antichi contraddistingueva gran parte del territorio di tutto il Golfo di Venezia.

#### Itinerario della Laguna del Lusenzo e Isola Dell'unione
Un circuito ciclopedonale di  5,3 km che cinge la Laguna del Lusenzo collegando i centri storici di Chioggia e Sottomarina.
Il percorso cinge anche l'Isola Dell'Unione, che come dice il toponimo, unisce le cittadine di Chioggia e Sottomarina. Qui sono presenti due statue realizzate nel 2003 dalla scultrice Franca Dalcomune che rappresentano un pescatore sul lato clodiense e un agricoltore sul lato marinante.

#### Parco marino delle "Tegnùe"
Al largo di Chioggia, ad una profondità che va dai 15 ai 40 metri, sono presenti delle conformazioni rocciose, sviluppatesi nei fondali marini, chiamata dalla popolazione locale Tegnùe. Tale nome è stato dato dai pescatori, ai quali le reti da pesca si impigliavano nelle rocce del fondale marino, venendone trattenuti. In molti considerano questo luogo come una vera barriera corallina.

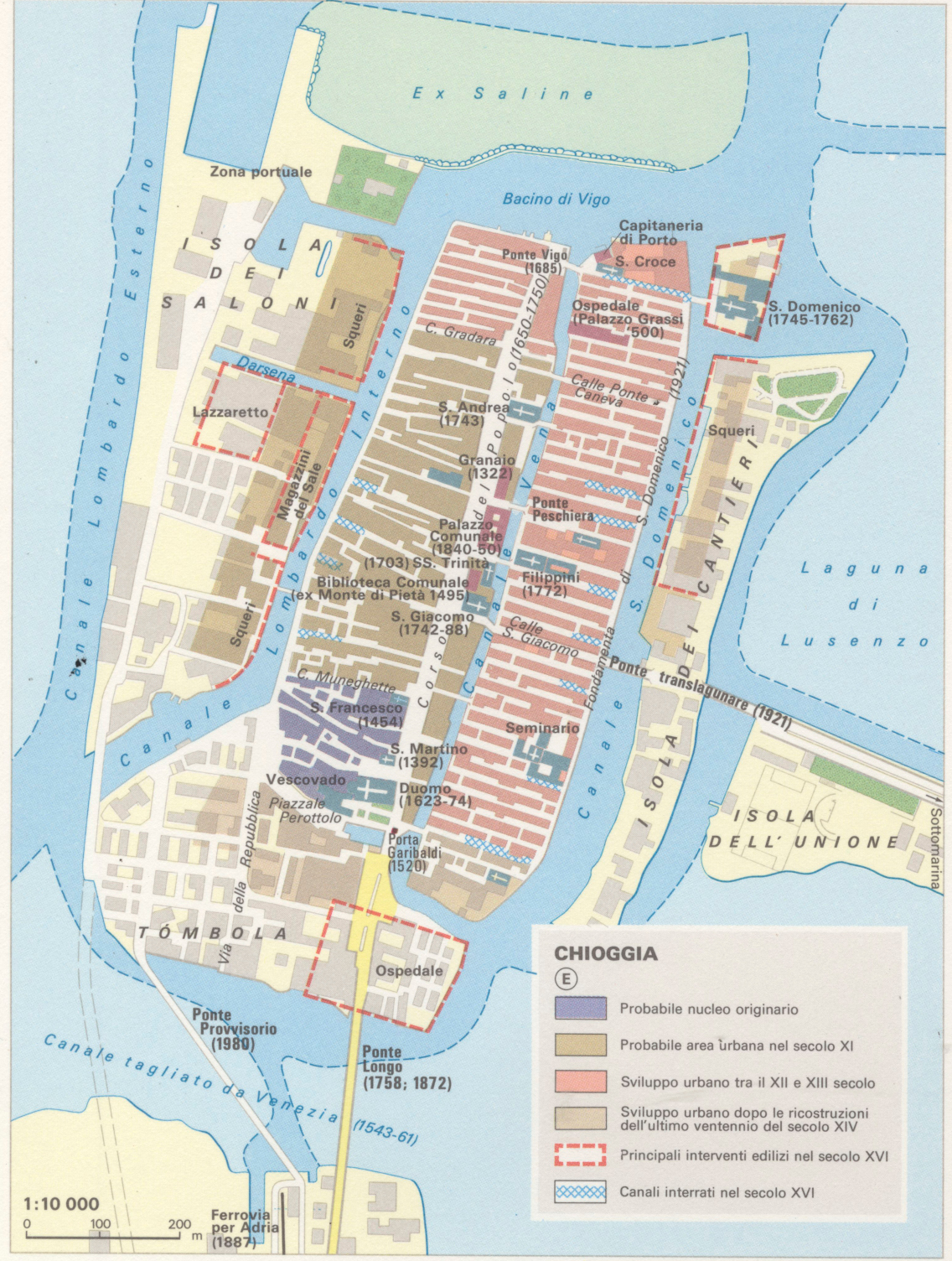
Mappa di Chioggia

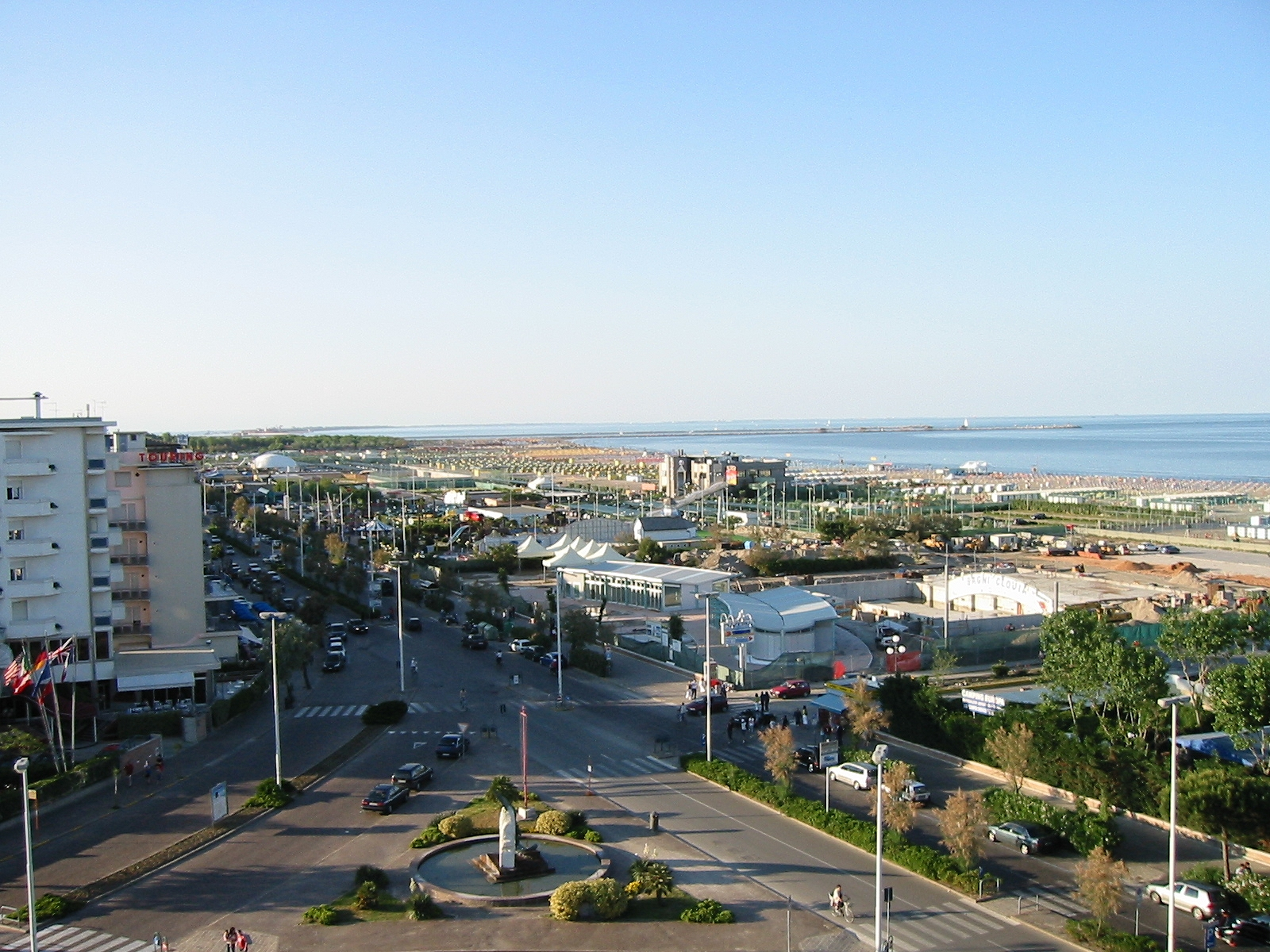
Litorale di Sottomarina

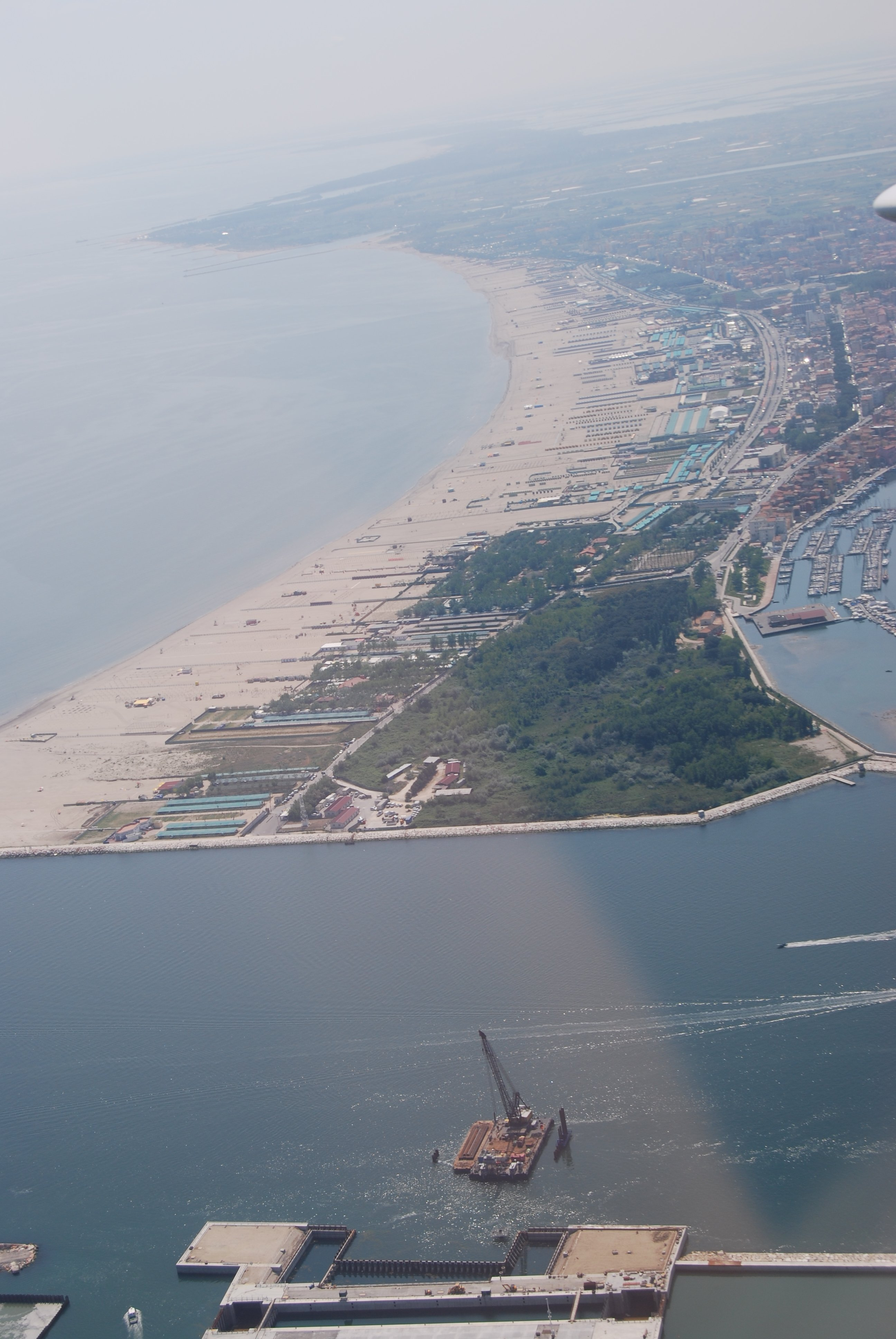
Foto aerea di Sottomarina, con in primo piano la "diga" di San Felice

## Quartieri e frazioni

### Sottomarina
Sottomarina (in dialetto "Marina") è un sobborgo posto a est del centro di Chioggia, ed è collegato ad esso tramite il ponte dell'isola dell'unione, i suoi abitati sono chiamati "marinanti".
Come patrono ha San Martino di Tours che si festeggia l'undici novembre.
Anticamente questo borgo veniva chiamato Clodia Minor per distinguerlo a Clodia Maior l'attuale Chioggia, inizialmente entrambe godevano di un'importante autonomia nei confronti del neonato Dogato Veneziano.
Clodia Maior (Chioggia) e Clodia Minor (Sottomarina) erano rispettivamente la XII e la XI isola dell’estuario veneto e facevano parte della Confederazione delle dodici isole della laguna, il primo nucleo della Repubblica della Serenissima il cui unico capo era il Doge.
Particolarmente cruenta fu la Guerra di Chioggia, dove i genovesi rasero al suolo l'intero centro abitato, che rimase disabitato per volontà del Senato Veneziano, il quale aveva vietato di costruire qualsiasi edificio al di fuori della mura cittadine. L'esule popolo scampato al conflitto si dovette trasferire nelle zone meridionali della città di Chioggia, nel cosiddetto "suburbio".
La ricostruzione avvenne solo nella prima metà del XVII secolo dove la popolazione si specializzò nell'agricoltura. Di fondamentale importanza fu la costruzione dei "murazzi" una colossale diga perpendicolare alla linea di costa che avrebbe protetto il territorio dalle numerose mareggiate.
Ultima ma fondamentale tappa, dell'evoluzione del sobborgo, avviene nel XX secolo quando vengono realizzate due importanti opere, lo spostamento della foce di Brenta-Bacchiglione, che prima sfociava in laguna, in mare e la costruzione della diga della Bocca di Porto, queste due opere portano al mutare delle correnti marine che ora depositano grandi quantità di sedimenti rendendo disponibile un'espansione territoriale verso il male.
Oggi Sottomarina è un connubio fra la fiorente attività balneare e il settecentesco borgo fatto di campielli e calli strette.
Oltre alla spiaggia, rinomata per le sabbiature e l'abbondante iodio, questo territorio offre come attrazioni la Diga Foranea e il Forte San Felice edificato nel XIV secolo.

### Borgo San Giovanni
È un sobborgo posto a sud del centro storico, diviso da esso dal canale della Cava e collegato tramite un ponte al quartiere di Brondolo.
Come patrono ha San Giovanni Battista, che ne dà il nome.
In passato questa zona veniva chiamata dai locali Sacca di San Zuanne o della Mùnega mata; quest'ultimo toponimo deriva dalla leggenda di una monaca qui confinata dal momento che era impazzita. Ad inizio Ottocento, per l'adempimento dell'editto napoleonico di igiene pubblica, viene trasferito qui il cimitero cittadino. L'urbanizzazione di metà Novecento portò una grande popolazione ad abitare questa zona e a renderlo il borgo di oggi.

### Brondolo
Brondolo è un sobborgo contiguo a Sottomarina situato circa 3 km a sud del centro di Chioggia, delimitato a sud dalla foce del Brenta-Bacchiglione.
Come patrono ha San Michele Arcangelo che si festeggia a fine settembre.
Prime menzioni di Brondolo provengono da Plinio il Vecchio nel suo Naturalis historia  che lo descrive come un porto. Durante il medioevo qui sorgeva un importante monastero, che venne rimpiazzato da un forte militare e infine demolito a metà Novecento per far posto al mercato ortofrutticolo.

### Valli
La frazione Valli di Chioggia sorge in terraferma sulla riva sinistra del fiume Brenta ed è situata a circa 10 km a nord da Chioggia.
Come patrono ha la Beata Vergine Maria di cui, a settembre, si svolge una sagra commemorativa organizzata dal comitato parrocchiale. La frazione, che viene elevata a parrocchia nel 1950, è sotto la giurisdizione della diocesi di Padova.
Il territorio è pianeggiante e caratterizzato prevalentemente da campi coltivati e da alcune zone residenziali.
Valli è collegata a Chioggia tramite la SS 309 (Romea), con il servizio di trasporto extra urbano Arriva Veneto.

### Ca' Pasqua
Frazione che dista 6 km da Chioggia. Qui confluiscono il Brenta ed il Bacchiglione, diventando un unico fiume.
Qui sorge la Torre delle Bebbe, medievale avamposto militare, posto tra i vecchi confini dei territori di Venezia e Padova.
Ca' Pasqua è collegata a Chioggia tramite la SP 7 e con il servizio di trasporto urbano dell'ACTV (linea 3).

### Ca' Bianca
Frazione che dista 10 km da Chioggia sulla riva destra del fiume Bacchiglione.
Il centro del paese è costituito da una chiesa dedicata alla Beata Vergine del Rosario sulla cui facciata è presente una lapide commemorativa dei caduti della Prima Guerra Mondiale.
La parrocchia venne istituita nel 1706 con patrono San Rocco, che si festeggia con una sagra organizzata dal comitato parrocchiale.
Ospitava una base militare NATO dell'81º Gruppo Intercettori Teleguidati, attiva dal 1959 e chiusa definitivamente nel 1995.
Ca' Bianca è collegata a Chioggia tramite la SP 7 e con il servizio di trasporto urbano dell'ACTV (linea 3).

### Ca' Lino
La frazione di Ca' Lino dista 7 km a sud della città clodiense
Il paese si trova tra le foci dei fiumi Adige e Brenta-Bacchiglione, messi in comunicazione tra di loro da un canale chiamato "Busiola" (ex alveo del fiume Bacchiglione) che li unisce da sud verso nord.
Il territorio fu reso abitabile grazie alle bonifiche eseguite all'inizio 1900.
La parrocchia dedicata Santi Giovanni Battista ed Giovanni Evangelista venne eretta nel 1986.
Ca' Lino è collegata a Chioggia tramite la SS 309 (Romea) e con il servizio di trasporto urbano dell'ACTV (linea 5).

### Isolaverde
La frazione di Isolaverde (già Isola del Bacucco), dista 9 km a sud dalla città clodiense.
Località balneare affacciata sull'Adriatico, rappresenta geograficamente un prolungamento naturale della spiaggia di Sottomarina interrotto dalle acque dalla foce del fiume Brenta-Bacchiglione.
Isolaverde è collegata a Chioggia tramite la SS 309 (Romea) e con il servizio di trasporto urbano dell'ACTV (linea 5).

### Sant'Anna
Sant'Anna di Chioggia è una frazione posta circa a 8 km a sud di Chioggia e compresa tra il Brenta-Bacchiglione e l'Adige.
Come patrono ha Sant'Anna e San Gaetano Thiene che si festeggiano a fine luglio con una sagra organizzata dal comitato parrocchiale.
Sant'Anna è collegata a Chioggia tramite la SS 309 (Romea), con il servizio di trasporto urbano dell'ACTV (linea 4) e la linea Ferrovia Rovigo-Chioggia con la sua stazione.

### Cavanella d'Adige
La frazione di Cavanella d'Adige sorge a circa 13 km a sud di Chioggia, sulla riva sinistra del fiume Adige e si trova al limite di separazione tra la Città metropolitana di Venezia e la Provincia di Rovigo.
La parrocchia eretta nel 1690 ha come patrono San Giorgio Martire con la sua chiesa riedificata a metà Novecento dopo i bombardamenti angloamericani della seconda guerra mondiale.
Cavanella d'Adige è collegata a Chioggia tramite la SS 309 (Romea), con il servizio di trasporto urbano dell'ACTV (linea 4) e la linea Ferrovia Rovigo-Chioggia con la sua stazione.

## Società

### Evoluzione demografica
Abitanti censiti

### Etnie e minoranze straniere
Al 31 dicembre 2022 la popolazione straniera era di 1.883 persone, pari al 3,93% della popolazione.

## Tradizioni e folclore

### Palio della Marciliana
Dal 1990 il Palio della Marciliana rievoca i fatti bellici avvenuti in città durante la Guerra di Chioggia. Ogni terzo fine settimana di giugno, la piazza si riempie di figuranti divisi in cinque contrade che concorrono alla competizione del tiro alla balestra.
La manifestazione, prende il nome da un'antica imbarcazione da carico, che veniva costruita nei cantieri navali clodiensi.

### Sagra del pesce
Dal 1938 la Sagra del Pesce di Chioggia trasforma il centro storico in un ristorante a cielo aperto. Oltre agli stand, che con svariate ricette valorizzano sia i prodotti di mare che quelli di terra del territorio, le serate estive sono animate da artisti di strada e da musica dal vivo.

### Mercato settimanale
Ogni giovedì dal 1852 il Corso del Popolo, la principale piazza della città, ospita il mercato settimanale. Ambulanti provenienti da varie parti del Veneto affollano il centro cittadino in quello che i locali chiamano el sìòba (giovedì in dialetto).

### Particolarità dei cognomi
Chioggia rappresenta un caso demografico quasi unico in Italia: il cognome più diffuso tra gli abitanti di Chioggia è Penzo (nella stragrande maggioranza pescatori) mentre i cognomi di Sottomarina più diffusi sono Boscolo e Tiozzo (più di diecimila residenti, in prevalenza albergatori e gestori delle spiagge).
L'elevatissimo tasso di omonimia ha portato il comune a indurre l'ufficializzazione nel registro dell'anagrafe dei detti, soprannomi popolari utilizzati per distinguere i vari rami di una stessa famiglia. In ogni documento ufficiale, patente di guida e carta d'identità compresi, i detti — alcuni dei quali molto bizzarri — vengono inseriti a tutti gli effetti di legge, accompagnando la vita giuridica dell'interessato.

## Cultura

### Teatro
In città ha sede il Cinema Teatro Don Bosco gestito dall'adiacente Patronato dei Salesiani e l'Auditorium San Nicolò.
Degno di nota è che Carlo Goldoni, abitò per alcuni anni a Palazzo Poli a Chioggia e ha ambientato in questa città una delle sue commedie più conosciute, Le baruffe chiozzotte, rappresentata per la prima volta al Teatro San Luca di Venezia nel 1762.
Così lo stesso Goldoni la descrive nella prefazione alle Baruffe:
(Carlo Goldoni, Le baruffe chiozzotte)

### Istruzione

#### Università

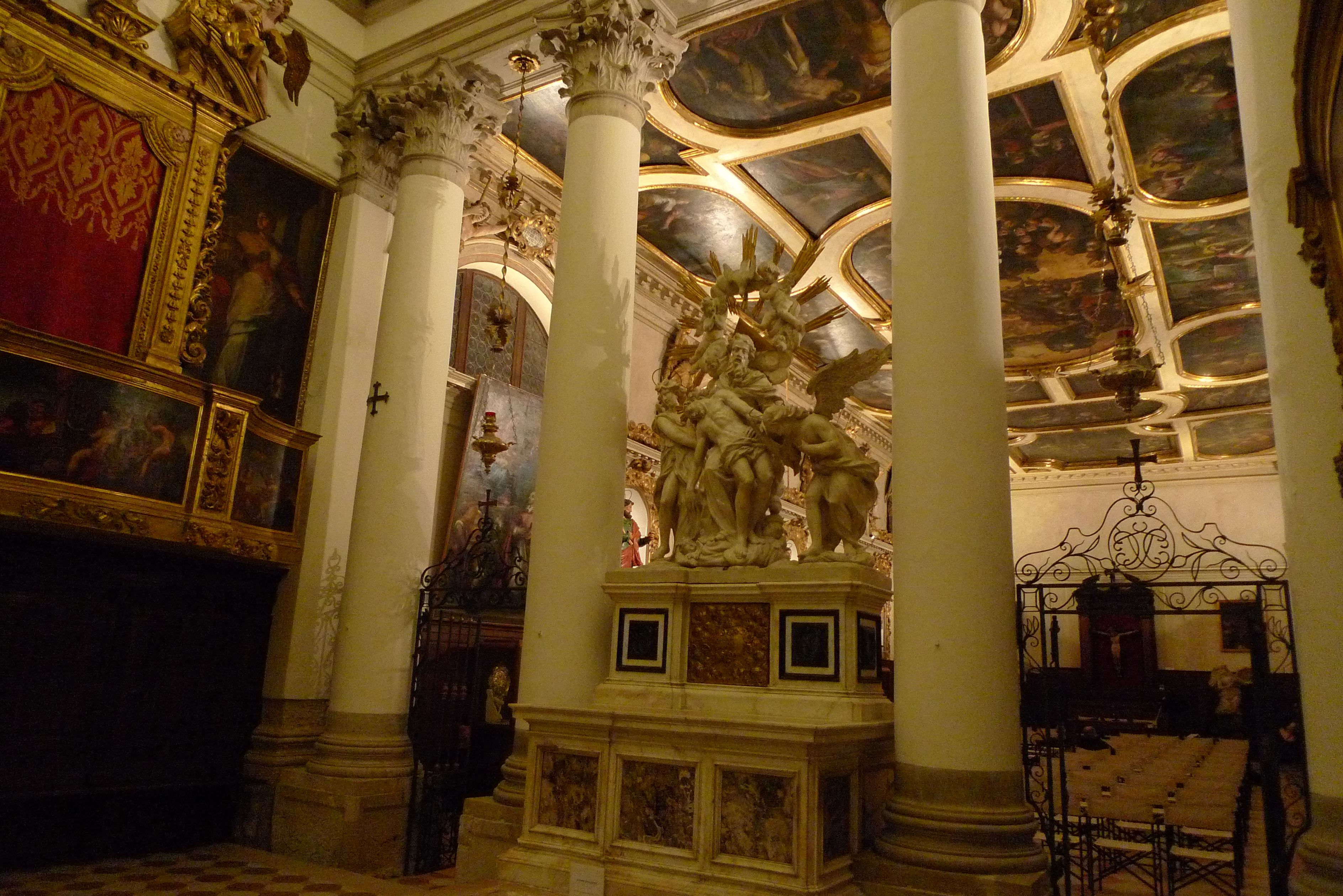
La pinacoteca

Dal 2001 Chioggia ospita una sede distaccata dell'Università degli Studi di Padova, nel Palazzo Grassi situato sulla riva del canal Vena, non molto distante da Ponte Vigo. Questa sede accoglie il corso di studi in Biologia Marina, qui dislocato per la sua vicinanza al mare, e il Museo di zoologia adriatica Giuseppe Olivi, che espone la più antica collezione di animali marini del mar Adriatico. Sull'Isola di san Domenico invece, vi è la stazione idrobiologica Umberto D'Ancona, sede di ricerca dell'Università stessa.

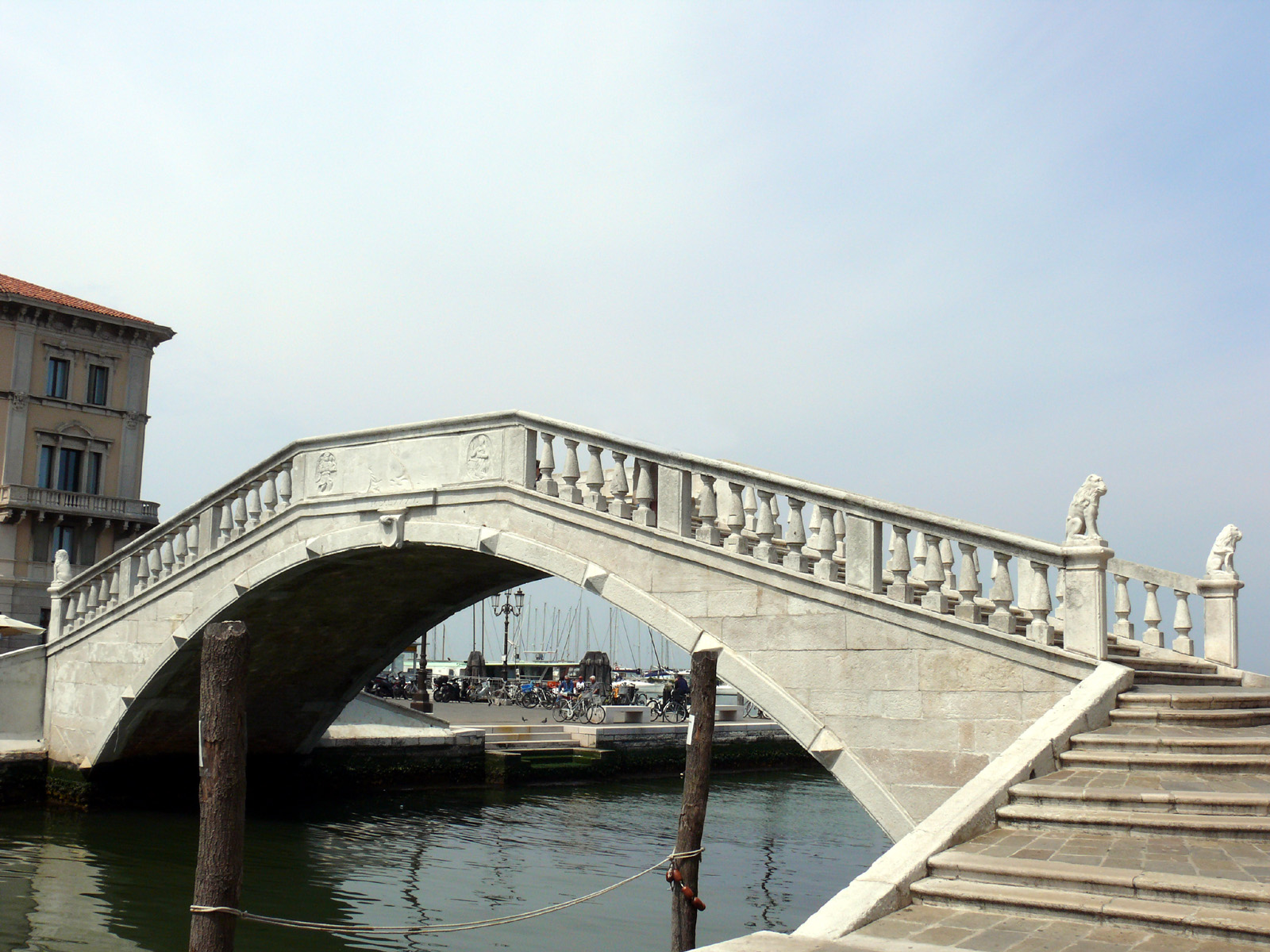
Il ponte di Vigo è l'ultimo ponte ad attraversare, a ridosso della laguna, il Canal Vena

### Media

#### Stampa
I quotidiani che trattano di cronaca locale sono tre: La Nuova Venezia, La voce di Rovigo e Il Gazzettino. Anche il Corriere della Sera edita un quotidiano locale: il Corriere del Veneto venduto come dorso veneto della famosa testata nazionale. A differenza degli altri quotidiani, il Corriere del Veneto non tratta di cronaca locale clodiense in maniera continuativa, ma solo in caso di notizie particolarmente rilevanti. Altri periodici diffusi in città sono: Nuova Scintilla (settimanale) e La Piazza di Chioggia (mensile). Nota particolare va al semestrale Chioggia - rivista studi e ricerche, attivo dal 1988 dove vengono raccolte approfondimenti sulla cultura e storia locale.

#### Radio
A Chioggia hanno sede diverse radio locali come Radio BCS e Radio Clodia.

## Economia

### Pesca
Importante risorsa è la pesca, che fa di Chioggia uno dei porti marittimi più importanti dell'Adriatico. Fin dall'anno Mille i pescatori chioggiotti erano organizzati in uno statuto chiamato la Mariegola di Sant'Andrea. Il settore è suddivisibile in tre ambiti: valle, laguna e mare.  Quest'ultimo sorto a metà del Seicento veniva svolto in origine con le Tartane poi con il Bragozzo tipiche imbarcazioni a fondo piatto. I chioggiotti navigavano per lungo tempo raggiungendo anche le coste albanesi in battute di pesca che duravano diversi mesi. A metà Novecento le storiche imbarcazioni vennero sostituite dai Motopescherecci che assieme all'edificazione del nuovo mercato ittico resero il settore rilevante a livello nazionale.
Presente nella laguna di Venezia già da metà Novecento, il granchio blu negli ultimi anni ha creato non pochi problemi al settore ittico in particolare all'allevamento di mitili. Tale specie, proveniente dalle coste atlantiche del continente americano, divide l'opinione pubblica,  su chi la vede come una nuova risorsa da sfruttare e chi come una minaccia per la l'economia locale.
Altre importanti attività ittiche sono quelle della produzione della cozze con impianti di allevamento situati sia in laguna che in mare aperto e quella della pesca alla vongola di mare.

#### Mercato ittico

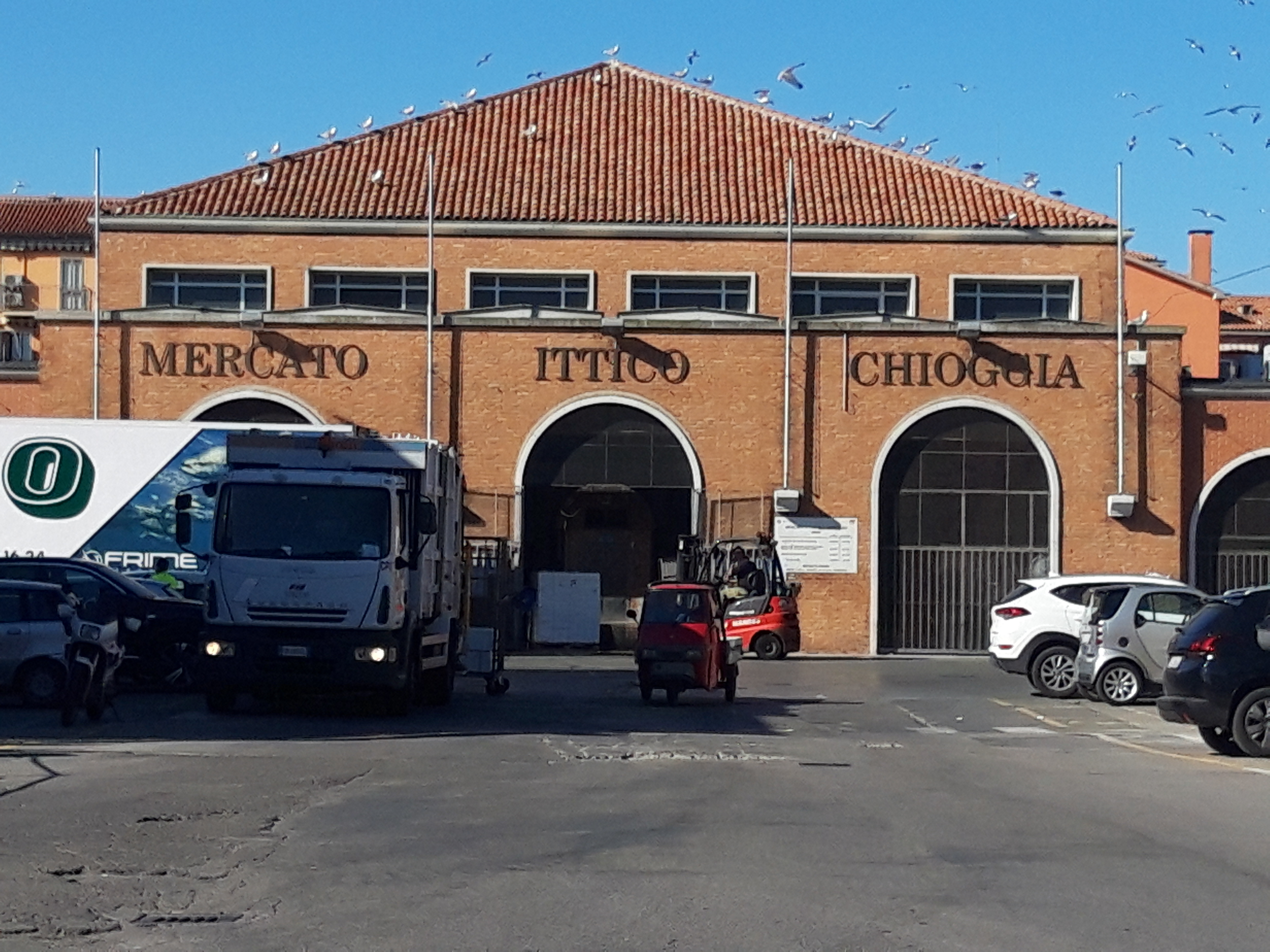
Mercato ittico di Chioggia

Il mercato ittico all'ingrosso di Chioggia è il più grande mercato ittico dell'Adriatico, dove vengono commercializzati prodotti locali e di importazione anche internazionale.
Tale struttura in origine si trovava in fondamenta Marangoni, in pieno centro storico, adiacente all'attuale Pescheria al Minuto.
La difficoltà per raggiungere questo luogo sia per le imbarcazioni, per la ridotta altezza dei ponti in Canal Vena, sia per i camion, che non avevano spazi di manovra in pieno centro cittadino, portò nel 1960 alla decisione di trasferire il Mercato all'ingrosso dove si trova ora in un'isola tra Chioggia e Sottomarina.
Ai lati dell'ingresso del padiglione sono presenti due pannelli realizzati in ceramiche artistica, create su disegno di Agostino Rosa detto Tino e realizzate da Nereo Boretto. Le opere, installate nel 1963, rappresentano, attraverso lo stile definito Neo-primitivismo, animali marini e attrezzi della pesca.
Oltre ai grandi volumi di pesce commercializzato, il Mercato ittico di Chioggia conserva una particolare modalità di vendita nominata "asta all'orecchio" che si svolge in quest'ordine:
il pescatore porta il pescato all'interno del mercato;
un astatore presenta il prodotto;
i commercianti interessati all'acquisto fanno la propria offerta all'astatore sussurrando la cifra al suo orecchio;
quando tutti i potenziali acquirenti hanno fatto la loro offerta l'astatore dichiara quale commerciante ha offerto di più e questo dovrà dichiarare a tutti il suo prezzo, l'asta si conclude con l'acquisto; se invece il pescatore non fosse d'accordo esso avrà la facoltà di ritirare la propria merce.
Il fatto che il prezzo di vendita sia l'offerta più alta rende più facili gli acquisti di grossi quantitativi di prodotti.

### Agricoltura
L'agricoltura è il principale settore economico delle frazioni. A sottomarina, prima del boom turistico, la popolazione si occupava di piccoli appezzamenti dove producevano vari prodotti fra cui la Barbabietola rossa di Chioggia, in zone più meridionali invece si coltiva la carota, la cipolla e il radicchio di Chioggia. Infine nelle frazioni di Sant'Anna, Ca'Bianca e Valli avviene un'agricoltura di tipo intensivo.
Importante per il settore è stata l'edificazione del Mercato Ortofrutticolo di Brondolo inaugurato nel 1972.

### Cantieristica Navale
Di pari passo con le attività marinaresche a Chioggia si istituiscono diversi cantieri navali, che costruivano ed effettuavano manutenzione alle imbarcazioni. Le zone dedicate a tali pratiche erano in alcune isolette esterne al centro abitato; all'interno di questi cantieri, chiamati in dialetto "squeri", venivano realizzate ogni tipo di imbarcazione per la pesca o per il trasporto come la marciliana, adatte al mare o alla laguna ma anche galee e brigantini per antiche guerre. Con l'arrivo dei motopescherecci negli "squeri" si svolge soltanto la manutenzione, cessando l'attività costruttiva.
Degni di nota furono la presenza qui dei Cantieri navali Poli e Camuffo, quest'ultimo è il più antico del mondo, fondato a Candia nel 1438 e trasferitosi a Chioggia a metà Quattrocento. Nel 1840 si trasferì nuovamente a Portogruaro dove è ancora in funzione.

### Porto commerciale
L'esistenza stessa di Chioggia deriva della sua posizione strategica per il commercio navale, essendo vicina alle foci dei fiumi, a diversi canali navigabili, alla laguna e al mare. Tuttavia questa vocazione venne sedata dal governo veneziano per impedire la creazione di una concorrenza interna. La situazione riprese nel 1966 quando venne realizzato lo scalo nell'isola dei Saloni che però risultò insufficiente per il costate aumento di scambi. Così nel 1990 iniziarono i lavori in zona Val Da Rio con un collegamento diretto con la SS-309 Romea ed attraverso un raccordo ferroviario alla linea ferrovia Chioggia-Rovigo.

### Turismo
Il turismo risulta il settore più influente in città, coinvolgendone buona parte della popolazione. Gli albori si vedono agli inizi del Novecento, dove si consigliava la villeggiatura nelle spiagge di Sottomarina per le proprietà benefiche dell'aria ricca di iodio, della sabbia e del mare. Ma il vero boom turistico avvenne tra il 1960 e il 1972 dove i villeggianti superarono i tre milioni di presenze, con uno sviluppo che procede tuttora.
Oltre a al lido di Sottomarina esiste quello di Isolaverde, situato fra le foci di Adige e Brenta, dove si offre al villeggiante un'esperienza di vacanza lontana dal caos, fra la natura delle dune e un ambiente unico di flora e fauna.
Nel 2022, il New York Times pone Chioggia nella prima posizione di una lista di luoghi da visitare quell'anno; nell'articolo si menziona la somiglianza della città col capoluogo veneziano rinominandola, Piccola Venezia.
Dal 2023, con l'autorizzazione dell'Autorità di Sistema Portuale, la città è diventata porto crocieristico con l'approdo delle imbarcazioni Viking Sky e Azamara Onward portando in città oltre cinquantamila turisti.

## Infrastrutture e trasporti

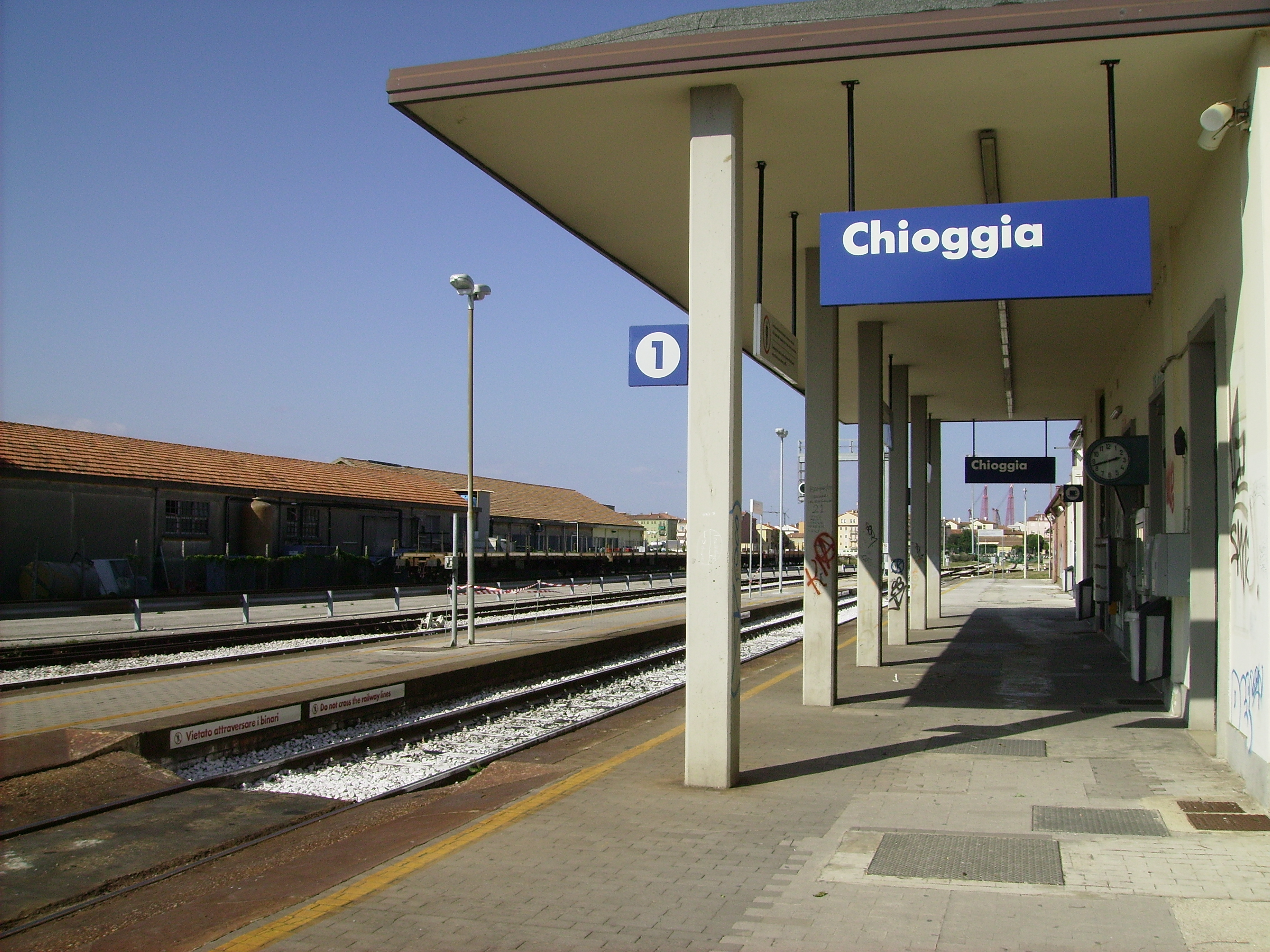
La stazione ferroviaria di Chioggia

### Strade
Chioggia è interessata dalla Strada Statale 309 Romea. Essa venne progettata dall'ingegnere chioggiotto Iginio Galimberti, nel 1929.

### Ferrovie
La linea Ferrovia Rovigo-Chioggia inaugurata il 22 maggio 1887, venne progettata dell'ingegnere chioggiotto Domenico Sfriso e serve il territorio comunale attraverso tre stazioni: la stazione di Chioggia, capolinea della linea, la stazione di Sant'Anna di Chioggia e quella di Cavanella d'Adige.

La ferrovia Adria-Chioggia collega anche le frazioni di Cavanella d'Adige e Sant'Anna.

Inizialmente il progetto prevedeva il capolinea all'isola dei saloni, per renderlo più prossimo all' allora porto commerciale, ma per mancanza di fondi venne ridimensionato nelle forme attuali.
La stazione di Brondolo, servente l'omonima frazione, fu soppressa nel 1981.
La ferrovia Chioggia-Porto di Chioggia è un raccordo ferroviario a scartamento ordinario che collega la stazione di Chioggia al porto di Chioggia.

### Porti
Il Porto di Chioggia o bocca di porto di Chioggia è l'accesso più meridionale della laguna di Venezia. La località è un importante porto peschereccio.

### Mobilità urbana
I trasporti urbani di Chioggia vengono svolti con autoservizi di linea gestiti da Actv.
Le tratte extraurbane per Padova sono gestite da Busitalia - Sita Nord e per Venezia da ArrivaVeneto.
I collegamenti in laguna, che collegano la città al borgo di Pellestrina, attraverso la linea 11, vengono gestiti da Actv.

## Amministrazione

### Sindaci dal 1946
| Nominativo                                           | Nominativo                                        | Partito / Coalizione                              | Periodo                                           | Elezione                                          |
| Sindaci eletti dal Consiglio comunale (1946-1993)    | Sindaci eletti dal Consiglio comunale (1946-1993) | Sindaci eletti dal Consiglio comunale (1946-1993) | Sindaci eletti dal Consiglio comunale (1946-1993) | Sindaci eletti dal Consiglio comunale (1946-1993) |
| ---------------------------------------------------- | ------------------------------------------------- | ------------------------------------------------- | ------------------------------------------------- | ------------------------------------------------- |
|                                                      | Antonio Felice Ravagnan                           | Partito Comunista Italiano                        | 1946-1951                                         | 1946                                              |
|                                                      | Marino Marangon                                   | Democrazia Cristiana                              | 1951-1958                                         | 1951                                              |
| 1956                                                 | Marino Marangon                                   | Democrazia Cristiana                              | 1951-1958                                         |                                                   |
|                                                      | Michele Bighin                                    | Democrazia Cristiana                              | 1958-1960                                         | (1956)                                            |
|                                                      | Marino Marangon                                   | Democrazia Cristiana                              | 1960-1965                                         | 1960                                              |
|                                                      | Michele Bighin                                    | Democrazia Cristiana                              | 1965-1970                                         | 1964                                              |
|                                                      | Mario Aprile                                      | Democrazia Cristiana                              | 1970-1971                                         | 1970                                              |
|                                                      | Alfonso Rizzoli (Commiss. prefettizio)            | -                                                 | 1971-1972                                         | -                                                 |
| Paolo Elia (Commiss. prefettizio)                    | 1972-1973                                         | -                                                 |                                                   | -                                                 |
|                                                      | Luigi Tomaz                                       | Democrazia Cristiana                              | 1973-1976                                         | 1972                                              |
|                                                      | Renato Ballarin                                   | Partito Comunista Italiano                        | 1976-1978                                         | (1972)                                            |
|                                                      | Luigi Tomaz                                       | Democrazia Cristiana                              | 1978-1983                                         | 1978                                              |
|                                                      | Roberto Pellegrini                                | Partito Socialista Italiano                       | 1983-1988                                         | 1983                                              |
|                                                      | Lucio Tiozzo Fasiolo                              | Partito Socialista Italiano                       | 1988-1991                                         | 1988                                              |
|                                                      | Alberto De Muro (Commiss. prefettizio)            | -                                                 | 1991-1992                                         | -                                                 |
|                                                      | Piero Gallimberti                                 | Democrazia Cristiana                              | 1992-1993                                         | 1992                                              |
|                                                      | Giuseppe Garzoni (Commiss. prefettizio)           | -                                                 | 1993                                              | -                                                 |
| Sindaci eletti direttamente dai cittadini (dal 1993) |                                                   |                                                   |                                                   |                                                   |
|                                                      | Sandro Boscolo Todaro                             | Lega Nord - LV                                    | 1993-1997                                         | 1993                                              |
|                                                      | Fortunato Guarnieri                               | Centro-sinistra                                   | 1997-2007                                         | 1997                                              |
| 2002                                                 | Fortunato Guarnieri                               | Centro-sinistra                                   | 1997-2007                                         |                                                   |
|                                                      | Romano Tiozzo Pagio                               | Centro-destra                                     | 2007-2010                                         | 2007                                              |
|                                                      | Vittorio Capocelli (Commiss. prefettizio)         | -                                                 | 2010-2011                                         | -                                                 |
|                                                      | Giuseppe Casson                                   | Centro-sinistra (2011-15)                         | 2011-2016                                         | 2011                                              |
|                                                      | Giuseppe Casson                                   | Centro (2015-16)                                  | 2011-2016                                         | 2011                                              |
|                                                      | Alessandro Ferro                                  | Movimento 5 Stelle                                | 2016-2021                                         | 2016                                              |
|                                                      | Mauro Armelao                                     | Centro-destra                                     | 2021-in carica                                    | 2021                                              |

## Sport

### Calcio
Ha sede nel comune la società di calcio Union Clodiense, militante nel campionato di Serie C 2024-2025.
Tale squadra è erede della Associazione Calcio Chioggia Sottomarina, che univa nel 1971 le società Clodia e Sottomarina, che adottò gli attuali i colori granata in onore dei fratelli Ballarin periti nella Tragedia di Superga.
Di particolare rilievo sono i clodiensi che hanno lasciato un segno nel calcio nazionale come: Aldo Ballarin unico chioggiotto ad esser convocato nella Nazionale e Dino Ballarin militante con il fratello nel Grande Torino, Romano Penzo, che sotto i colori della Fiorentina segnò ben 4 gol contro la Cavagnaro, nella Coppa Italia 1939-1940, Mario Ardizzon giocatore della Nazionale Under-23 del 1966, Franco Cerilli che giocò fino al 1986, Giorgio Boscolo giocatore fino al 1989, Domenico Penzo che giocò fino al 1988.
La società di calcio a 5 Lions Chioggia, è stata attiva dal 1989 al 2015.

### Circolo Nautico
Ha sede a Chioggia la A.S.D. Circolo Nautico Chioggia fondata nel 1949.
Fra i molti atleti qui allentatesi si ha l'olimpionica Silvia Zennaro e il pluricampione Enrico Zennaro.
Questo Circolo è stato premiato dal CONI in diverse occasioni:
- Medaglie d'oro nel 1966 e nel 1973 per l'attività sportiva svolta;
- Targa d’oro nel 1968 per l'organizzazione della prima edizione del Trofeo dell’Adriatico Dinghy e nel 1978 in occasione dei 30 anni della fondazione del Circolo;
- Stella d’Argento al merito sportivo nel 1984.[195]

### Impianti sportivi
Stadio comunale "Aldo e Dino Ballarin".